# Straßenbahn Prag
Das Straßenbahnnetz der tschechischen Hauptstadt Prag wird von der Verkehrsgesellschaft der Hauptstadt Prag betrieben, die auch die Metro Prag und das Oberleitungs- und Dieselbusnetz der Stadt unterhält. Mit 150,3 km Streckenlänge und 778 Fahrzeugen, die auf 26 Tages- und neun Nachtlinien mit einer Gesamtlinienlänge von 540 km unterwegs sind, ist es das umfangreichste der Tschechischen Republik.

## Geschichte

### Pferdebahn

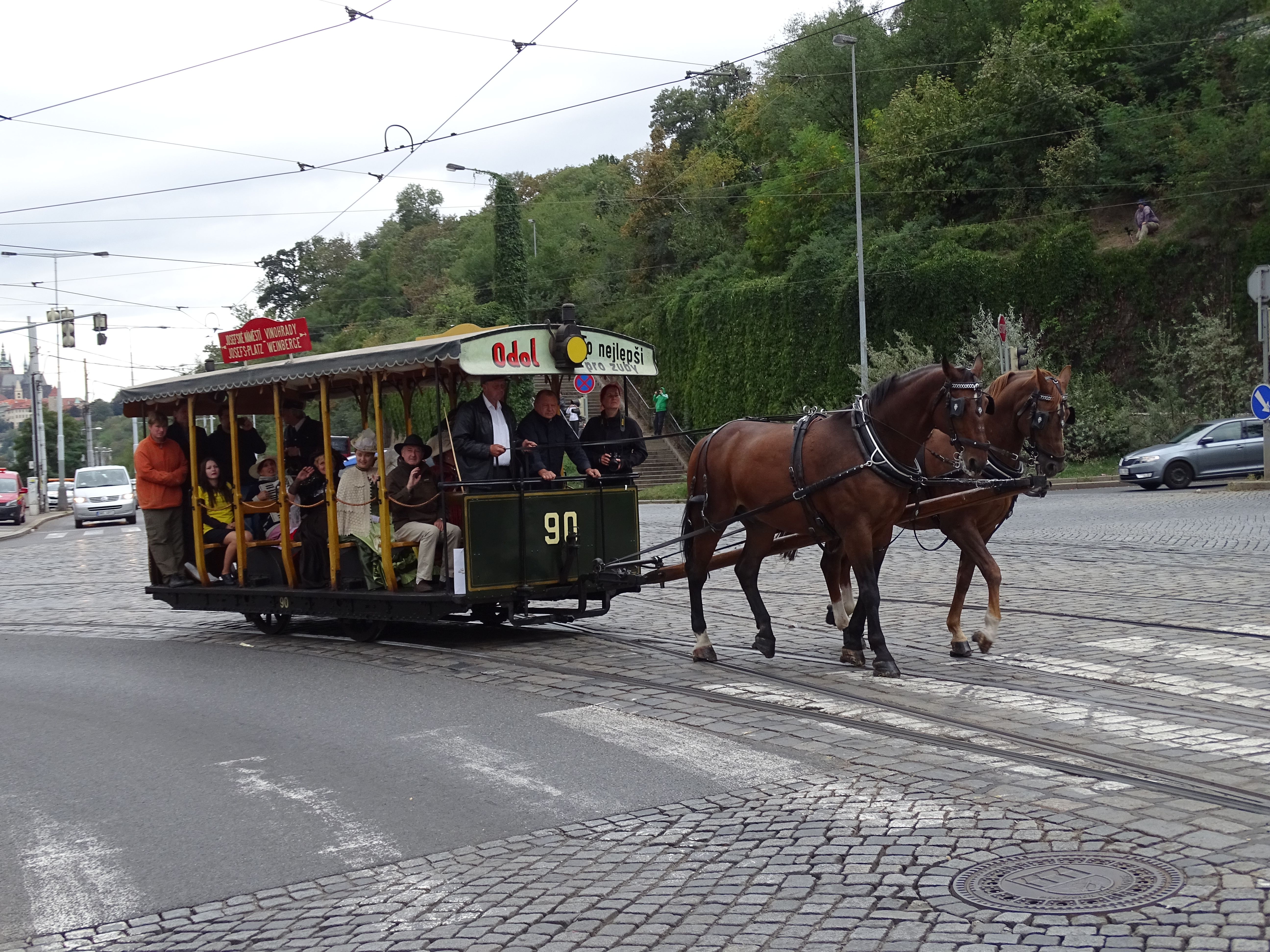
Historische Pferdebahn beim Festzug 2015

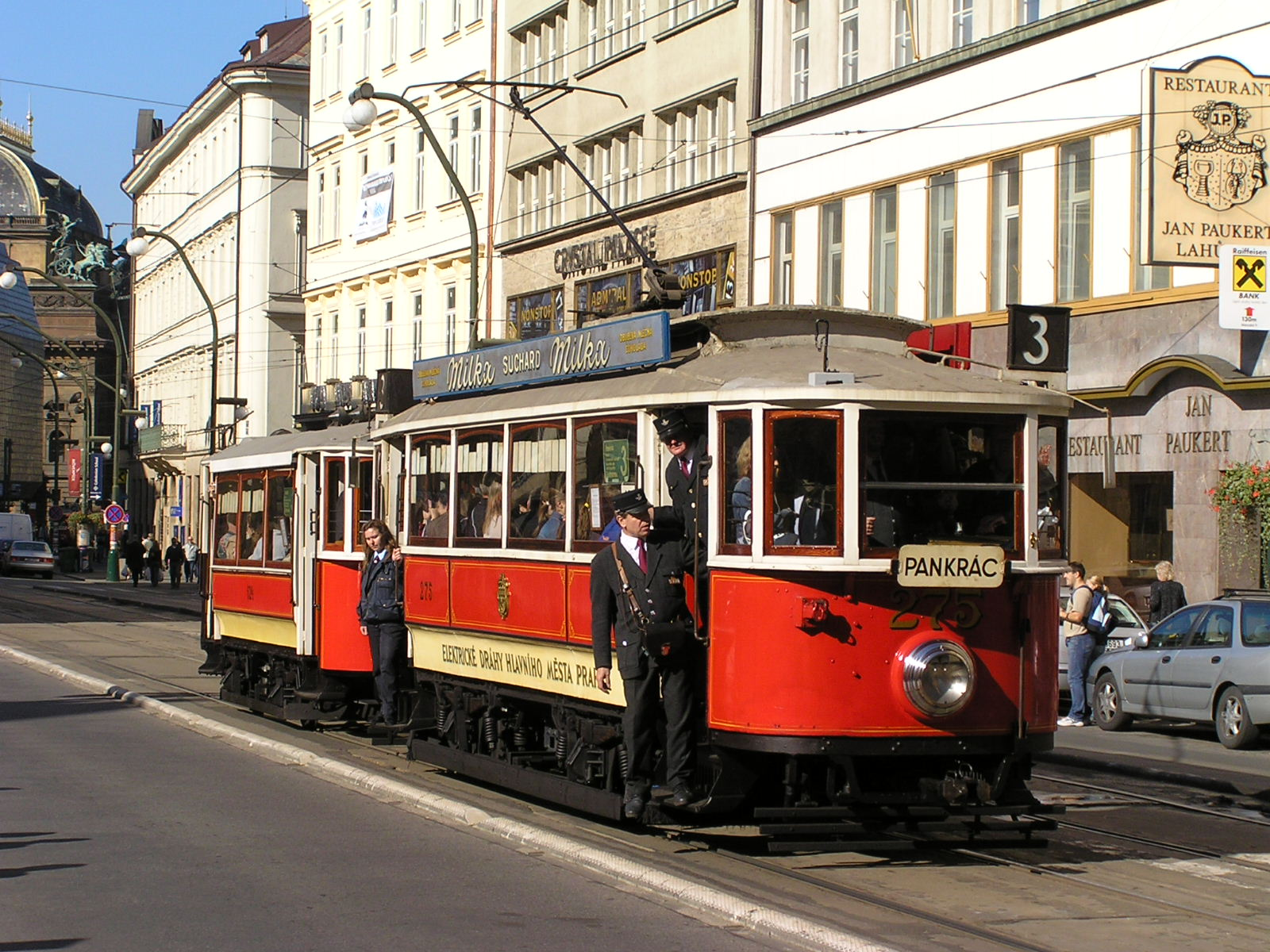
Elektrischer Triebwagen aus dem Jahr 1908

Die erste Linie der Pferdestraßenbahn wurde am 23. September 1875 in Betrieb genommen. Sie führte von der Národní třída nach Karlín – eine Streckenführung, die in etwa von der heutigen Linie B der Prager Metro benutzt wird. Bereits im Jahr 1876 wurde die Strecke bis zum Bahnhof Smíchov verlängert. Ab 1882 fuhr die Pferdebahn auch in die damals noch selbstständigen Gemeinden Vinohrady und Žižkov. Das Streckennetz hatte eine Länge von rund 19 km.
Betreiber dieser privaten Bahn war zunächst der belgische Unternehmer Edouard Otlet und später die Gesellschaft Generální ředitelství Pražské tramwaye (Generaldirektion der Prager Straßenbahnen).

### Erste elektrische Straßenbahn
Die erste elektrische Straßenbahn wurde von František Křižík für die im Jahre 1891 stattfindende „Große Allgemeine Landesjubiläumsausstellung“ entworfen. Die 800 m lange einspurige Strecke mit einer Weiche verband den Stadtteil Letná mit dem Ausstellungsgelände. Den Strom lieferte eine dynamo-elektrische Maschine, die von einem Lokomobil angetrieben wurde. 1902 wurde der Betrieb wieder eingestellt.
1896 begann dann der erste regelmäßige Verkehr einer elektrischen Bahn auf der Strecke Florenc – Libeň – Vysočany auf einer 2,2 km langen Strecke mit zwölf Trieb- und fünf Beiwagen, die im zehnminütigen Abstand fuhren. Diese ebenfalls von František Křižík erbaute Bahn hatte in Karlín Anschluss an die Pferdebahn.

### Städtische Eisenbahn – 1897 bis 1918
Im Jahr 1897 gründete die Stadt Prag ihre eigene Straßenbahngesellschaft Elektrické podniky královského města Prahy, die nach und nach die privaten Straßenbahngesellschaften übernahm.
In den Jahren 1905 bis 1908 befuhr die elektrische Straßenbahn die Karlsbrücke. Aus städtebaulichen Gründen wurde auf dieser Brücke keine Oberleitung errichtet, die Züge erhielten den Strom über eine zusätzliche Stromschiene unter der Fahrbahnoberfläche.
Ab 1908 erhielten die Wagen eine rote Lackierung – vorher waren sie Dunkelgrün. Außerdem erhielten die Linien anstelle der bisherigen Kennbuchstaben Nummern.
Zu Beginn des Ersten Weltkrieges gab es 14 Linien auf einem 102 km langen Liniennetz. Spürbare Einschränkungen im Betrieb brachten die folgenden Jahre: Die erst 1912 eingeführten Rundfahrten zu den Sehenswürdigkeiten Prags wurden wieder eingestellt. Ab 1917 musste aufgrund der wegen Kohlemangels unzureichenden Stromerzeugung auch der Straßenbahnbetrieb reduziert werden: an manchen Tagen fuhren die Züge nur in den Morgenstunden, an anderen überhaupt nicht. Einzelne Triebwagen wurden zu Sanitätsfahrzeugen umgebaut, um verletzte Soldaten von den Bahnhöfen direkt zu den Lazaretten zu bringen.

### 1919 bis 1945
1922 wurden 36 Umlandgemeinden nach Prag eingemeindet, deshalb war ein weiterer Ausbau des Streckennetzes unumgänglich. Bereits 1927 wurde der hundertste Streckenkilometer fertiggestellt – was mit der Errichtung eines kleinen Denkmals dokumentiert wurde.
1938 gab es 38 Linien mit einer Linienlänge von 258 km. Zur Verfügung standen 610 Trieb- und 749 Beiwagen, die in diesem Jahr insgesamt 282 Millionen Fahrgäste transportierten. Die Triebwagen hatten 80 Plätze, die Beiwagen 69 bzw. 93. Die zulässige Höchstgeschwindigkeit lag bei 35 km/h.
1939 erforderte die Umstellung auf Rechtsverkehr auch bei der Straßenbahn erhebliche Investitionen.
1942 wurde ein durchgängiger Nachtbetrieb eingeführt. In diesen Kriegsjahren war auch für die Straßenbahn Verdunkelung vorgeschrieben.

### Nach 1945 bis zur Einführung der Metro
Das gesamte Netz kam langsam in die Jahre und auch viele Wagen entsprachen nicht mehr den zwischenzeitlich gestiegenen Anforderungen. Sie wurden ab 1952 durch die Tatrawagen vom Typ Tatra T1 ersetzt. Insgesamt wurden in den Jahren 1952 bis 1956 insgesamt 133 der gebauten 287 Triebwagen des Typs T1 nach Prag geliefert. Die Schaffner hatten nun eine eigene kleine Kabine und verkauften dort die Fahrkarten. Zehn Jahre später begann dann die Umstellung auf den schaffnerlosen Betrieb. In den Wagen gab es nun halbautomatische Kassen, die nach Einwurf von sechs Zehn-Heller-Münzen eine Fahrkarte auswarfen. Der letzte Wagen mit Schaffner verkehrte am 9. Mai 1974.
1955 wurden zwei Probewagen des Tatra T2 in Prag getestet, sie erhielten die Nummern 6001 und 6002. Aber keines der Serienfahrzeuge, welche ab 1958 ausgeliefert wurden, kam hier zum Einsatz.
Der zunehmende Kfz-Verkehr benötigte breitere Straßen, sodass für die Straßenbahn eigene, vom sonstigen Straßenverkehr getrennte Trassen gebaut wurden. Ab Beginn der 1950er Jahre wurden die störanfälligen Rollen- durch Scherenstromabnehmer ersetzt.
Trotzdem gelang es nicht, die Hauptprobleme des Prager Straßenbahnverkehrs, die Unzuverlässigkeit des Systems und geringe Reisegeschwindigkeit, zu lösen. Deshalb wurde das, wegen des Krieges eingestellte, Projekt von U-Straßenbahn-Tunneln erneut aufgegriffen. Die Bauarbeiten begannen 1966. Der erste Bauabschnitt sollte den Hauptbahnhof mit dem Stadtviertel Pankrác verbinden. Die Linie sollte dabei den Tubus der in Bau befindlichen Brücke über das Nusle-Tal nutzen.
1967 wurde beschlossen, stattdessen ein U-Bahn-Netz zu errichten. Experten waren der Ansicht, dass nur ein vom Straßenverkehr vollständig unabhängiges System die gewünschte Zuverlässigkeit bringen könne. Als langfristiges Ziel war die komplette Abschaffung der Prager Straßenbahn beabsichtigt.

## Liniennetz

Gleisplan 2014 (mit U-Bahn)

Das Liniennetz der Prager Straßenbahn zeichnet sich durch eine hohe Dichte aus. In einem großzügigen Umkreis um die Innenstadt gibt es praktisch keinen Stadtteil, der nicht durch eine Bahnlinie angefahren wird. Auf einigen Straßen im Stadtkern verkehren sechs bis sieben Linien, sodass dort praktisch zu jeder Minute ein Zug pro Richtung fährt. Das führte dazu, dass einige Linien wie z. B. die Linie 11 vom Stadtrand aus nur den Rand der Innenstadt tangieren und von dort weiter in einen anderen Vorort führen. Auf dem Liniennetzplan entsteht dadurch für den Laien mitunter ein wenig einleuchtendes „L“ oder gar „U“.
Wichtigster Knotenpunkt im Prager Straßenbahnverkehr war bis zum Bau der Prager U-Bahn der Wenzelsplatz. Danach hat er diese Funktion an den Karlsplatz verloren.
Das Tagesnetz umfasst derzeit Linien mit den Nummern von 1 bis 26, die üblicherweise von ca. 5.00 bis ca. 24.00 unterwegs sind (Abweichungen siehe unten). Es gibt zwei zusätzliche Museumslinien 41 und 42, die schwerpunktmäßig an Sommerwochenenden, teilweise aber auch im Winter unterwegs sind. In den Nachtstunden, wenn der Tagesverkehr ruht, verkehren die Nachtlinien 91 bis 99. Aufgrund von Bauarbeiten gibt es häufig irgendwo im Netz Streckensperrungen. Linien werden dadurch oft längerfristig eingestellt, umgeleitet, verkürzt oder gar verlängert. In diesem Zusammenhang werden auch temporär Sonderlinien eingeführt, die Nummern zwischen 30 und 40 erhalten.

### Tagesnetz
| Linie | Strecke                                                                  | Linienlänge | Anmerkungen |
| ----- | ------------------------------------------------------------------------ | ----------- | --- |
| 1     | Sídliště Petřiny – Výstaviště                                            | ?           | |
| 2     | Sídliště Petřiny – Nádraží Braník                                        | ?           | |
| 3     | (Sídliště Modřany / Levského –) Nádraží Braník – Kobylisy / Březiněveská | ?           | zwischen Sídliště Modřany / Levského und Nádraží Braník nur in der HVZ |
| 4     | Slivenec – Kubánské naměstí                                              | ?           | nur während der Hauptverkehrszeiten (mo–fr HVZ) |
| 5     | Vozovna Žižkov – Slivenec                                                | ?           | |
| 6     | Nádraží Holešovice – Kubánské náměstí                                    | ?           | Im Linienverbund mit Linie 14 |
| 7     | Radlická – Lehovec                                                       | ?           | |
| 8     | Nádraží Podbaba – Starý Hloubětín                                        | ?           | |
| 9     | Sídliště Řepy – Spojovací                                                | 17,328 km   | wichtige Linie (verkehrt alle 4 bis 8 min.) |
| 10    | Sídliště Řepy – Sídliště Ďáblice                                         | 22,184 km   | |
| 11    | Spořilov – Spojovací                                                     | ?           | |
| 12    | Sídliště Barrandov – Lehovec                                             | ?           | |
| 13    | Čechovo náměstí – Olšanské hřbitovy                                      | ?           | Verkehrt auf Grund von Bauarbeiten am Wenzelsplatz bis 2027 nur zwischen Olšanské hřbitovy und Muzeum (Ersatzendstelle in der Vinohradská).                                                                               |
| 14    | Spořilov – Nádraží Holešovice                                            | ?           | Im Linienverbund mit Linie 6 |
| 15    | Kotlářka – Olšanské hřbitovy                                             | ?           | |
| 16    | Ústrední dílny DP – Kotlářka (– Sídliště Řepy)                           | ?           | Zwischen Kotlářka und Sídliště Řepy nur in der HVZ |
| 17    | Libuš / Levského – Kobilisy (– Vozovna Kobylisy)                         | ?           | jeder zweite Kurs Richtung Vozovna Kobylisy endet bereits an der Haltestelle Kobilisy, die Strecke Levského - Libuš kann nur von Zweirichtungstriebwagen befahren werden; wichtige Linie (verkehrt alle 4 bis 8 min.)     |
| 18    | Nádraží Podbaba – Vozovna Pankrác                                        | ?           | |
| 19    | Pankrác – Depo Hostivař                                                  | ?           | |
| 20    | Sídliště Barrandov – Dědina                                              | ?           | |
| 21    | Radlická - Levského                                                      | ?           | nur während der Hauptverkehrszeiten (mo-fr) |
| 22    | (Bílá Hora –) Vypich – Zahradní Město (– Nádraží Hostivař)               | 20,921 km   | jeder zweite Kurs verkehrt nur zwischen Vypich und Zahradní Město; wichtige Linie (verkehrt alle 4 bis 8 min.), höchste Anzahl von Fahrgästen unter den Prager Straßenbahnlinien                                          |
| 23    | Královka – Malostranská – Národní divadlo – Zvonařka                     | ?           | verkehrt seit 25. März 2017 täglich von 8:30 bis 19:00 im Halbstundentakt; von Mai bis Mitte Oktober alle 15 Minuten, die sog. nostalgische Linie                                                                         |
| 24    | Náměstí Bratří Synků – Vozovna Kobylisy                                  | ?           | verkehrt nur an Werktagen von 6 bis 20 Uhr |
| 25    | Bílá Hora – Výstaviště                                                   | ?           | |
| 26    | Dědina – Nádraží Hostivař                                                | ?           | |
| 41    | Vozovna Střešovice – Výstaviště                                          | ?           | Museumslinie, wird mit historischen Fahrzeugen betrieben. Die Linie ist nur von April bis November am Wochenende und an Feiertagen im Einsatz. Die historischen Fahrzeuge können auch für Gruppenfahrten gemietet werden. |
| 42    | Rundfahrt Dlabačov – Václavské náměstí – Dlabačov                        | ?           | Museumslinie mit historischen Fahrzeugen |

Stand: 31. Dezember 2024
zum Vergleich: Stand: 28. August 2016

### Nachtnetz
Stand: 23. Oktober 2023
| Linie | Strecke                              | Linienlänge |
| ----- | ------------------------------------ | ----------- |
| 91    | Divoká Šárka – Radošovická           | ? km        |
| 92    | Lehovec – Levského                   | ? km        |
| 93    | Sídliště Ďáblice – Vozovna Pankrác   | 16,014 km   |
| 94    | Lehovec – Slivenec                   | ? km        |
| 95    | Vozovna Kobylisy – Ústřední dílny DP | 21,339 km   |
| 96    | Sídliště Petřiny – Spořilov          | 16,824 km   |
| 97    | Bílá Hora – Nádraží Hostivař         | 21,278 km   |
| 98    | Spojovací – Sídliště Řepy            | 18,386 km   |
| 99    | Sídliště Řepy – Zahradní Město       | ? km        |

### Geplanter Netzausbau
Der Stadtrat genehmigte im Herbst 2017 weitreichende Pläne für den Ausbau des Straßenbahnnetzes, welche insgesamt bis zu 30 Baumaßnahmen vorsahen. Ziel ist, die Abhängigkeit von Bussen und fossilen Brennstoffen zu verringern. Der Ausbau sollte ursprünglich in drei Stufen erfolgen.
Die folgenden Liste basiert auf den Planungen aus dem Jahr 2019 zum Ausbau des Straßenbahnnetzes in den Jahren 2019-2029, welche im Jahr 2021 aktualisiert wurden.

#### Pläne bis 2024
- Verlängerung von Divoká Šárka nach Dědina (2,4 Kilometer)[7]: Hierfür erfolgte im Frühjahr 2022 die Vergabe. Nach Verlassen der neu zu errichtenden Haltestelle Divoká Šárka biegt die Strecke nach links in die Straße Vlastina ein. In dieser werden drei neue Haltestellen errichtet: Vlastina, Sídliště na Dědině und Ciolkovského. Die Endhaltestelle Dědina mit einer zweigleisigen Wendeschleife wird in der Drnovská entstehen. Diese Streckenverlängerung ging am 22. Oktober 2023 mit zahlreichen historischen Triebwagengespannen einer kurzzeitig eingerichteten Linie 30 (von Nádraží Veleslavín nach Dědina und zurück) in Betrieb und wird seit dem 23. Oktober von den Linien 20 und 26 befahren, während die Nachtlinie 91 weiterhin an der auf ein Wendegleis zurückgebauten Schleife Divoká Šárka endet. Begleitende Maßnahmen insbesondere im Bereich der Gehwege sind zum Zeitpunkt der Inbetriebnahme noch nicht abgeschlossen gewesen. Eine Weiterführung nach Padesátník ist für das Jahr 2029 geplant.
- Verlängerung von Sídliště Barrandov nach Slivenec (1,9 Kilometer)[8]: Die Teilstrecke zwischen Sídliště Barrandov und Holyně wurde am 9. April 2022 eröffnet. Es entstanden die neuen Haltestellen Náměstí Olgy Scheinpflugové und Holyně. Holyně ist vorübergehende Endhaltestelle und wird nur von Zweirichtungstriebwagen der Linie 5 bedient. Die restliche Trasse mit der einzigen und Endhaltestelle Slivenec, als dreigleisige Wendeschleife ausgeführt, ging am 13. Oktober 2023 in Betrieb und wird nun von den Linien 4 und 5 sowie der Nachtlinie 94 angefahren, die Linien 12 und 20 enden weiterhin in Sídliště Barrandov. Begleitende Maßnahmen, insbesondere der Neubau der Straßenverbindung von Holyně nach Slivenec, sind noch zu beenden. An der Wendeschleife Slivenec wird außerdem ein Einkaufszentrum erstellt.
- Verlängerung von Modřany nach Libuš (2,1 Kilometer)[9] zu einer Station der geplanten Metrolinie D: Der etwa 1,3 Kilometer lange Abschnitt zwischen den Haltestellen Levského und Libuš, bedient durch die Linie 17, wurde am 27. Mai 2023 eröffnet.[10] Da die Endstelle Libuš nur eingleisig ausgeführt ist, ist wegen des teilweise dichten Fahrplans an Werktagen ein zusätzlicher Behelfsbahnsteig kurz vor der eigentlichen Haltestelle eingerichtet worden. Eine Weiterführung nach Nové Dvory ist für das Jahr 2025 geplant.
- Bau einer Wendeschleife am Depo Hostivař: Diese ist als dreigleisige Anlage mit Abgängen in westliche und östliche Richtung und neuen Bushaltestellen als Ersatz für den dort bisher vorhandenen Busbahnhof bereits in Betrieb gegangen.
- Bau einer Wendeschleife in Zahradní Město: Diese wurde im Zusammenhang mit der Verlegung der Bahnanlagen in diesem Bereich mittlerweile errichtet.
- Brücke zwischen Zlíchov und Podolí: Etwas nördlich der Fährverbindung Lihovar – Dvorce wurde mit dem Neubau einer Straßenbahnbrücke begonnen. Der Abzweig südlich der Haltestelle Lihovar wurde bereits vor Februar 2023 im Zuge der Neugestaltung der Straßenverbindung von Smíchov nach Zlíchov miterstellt. Im Juni 2023 waren der Abzweig am rechten Moldau-Ufer erstellt als auch jeweils ein Brückenpfeiler an beiden Ufern errichtet. Bis März 2024 erreichten die Arbeiten an den Brückentrögen von beiden Seiten aus jeweils die Höhe der jeweiligen Uferlinie. Anfang September 2024 standen die Brückenpfeiler in der Moldau, und die Brückentröge wurden von beiden Seiten aus zum jeweils nächsten Pfeiler verlängert.

Des Weiteren wurde unter Nutzung der Gleisreste in der Opletalova vor dem Hauptbahnhof eine Haltestelle mit Wendeanlage für Zweirichtungstriebwagen angelegt, die insbesondere im Ersatzverkehr für die Metrolinie C angefahren wird. Auf Resten einer ehemaligen Trasse in Pankrác wurde eine kurze zweigleisige Stichstrecke mit eingleisiger Wendeanlage für Zweirichtungstriebwagen errichtet, die die Metro-Station Pankrác anbindet und durch die neu eingerichtete Linie 19 bedient wird. Im Zuge des Baus der Metrolinie D wurde für eine bessere Anbindung derselben diese Stichstrecke um einige hundert Meter zweigleisig verlängert.
Die Arbeiten am Wenzelsplatz werden vorangetrieben: Ende Juni 2024 wurde damit begonnen, mit voraussichtlichem Abschluss Ende September 2024[veraltet] die Abzweigungen von Vodičková/Jindřišská auf den südöstlichen Teil des Platzes Richtung Museum zu erstellen. Eine neue Haltestelle zunächst noch ohne Anschluss an das Gleisnetz wurde bereits bis Anfang 2024 zwischen den Gebäuden des Nationalmuseums errichtet.

#### Pläne bis 2030
Die weiteren Pläne umfassen siebzehn Projekte. Sie sollen bis 2030 realisiert werden.
Das längste von allen wird die 6,1 km lange Strecke Choceradská – Jižní Město, welche über Chodovec, Opatov und Háje verlaufen wird.
In dieser Bauphase werden auch weitere Lückenschlüsse verwirklicht. Darunter ist die Streckenverlängerung Záběhlická – Bohdalec – Eden – Vršovická, eine Verbindung von Podbaba nach Troja Zoo und eine Neubaustrecke zwischen Modřany und Komořany.
Im März 2018 gab die Verwaltung der Mittelböhmischen Region eine Studie in Auftrag, in welcher geprüft werden soll, ob eine Verlängerung des Prager Straßenbahnnetzes im Norden der Stadt von der jetzigen Endstation Vozovna Kobylisy über die Stadtgrenzen hinweg nach Zdiby und Sedlec u Líbeznic sinnvoll erscheint. Die 5,5 km langen Neubaustrecken würden sechs neue Haltestellen erhalten. In zwei neuen P+R-Anlagen – eine davon an der neuen Wendeschleife – würden rund 2500 Pkw-Abstellplätze entstehen.

## Betriebsanlagen

### Gleisanlagen

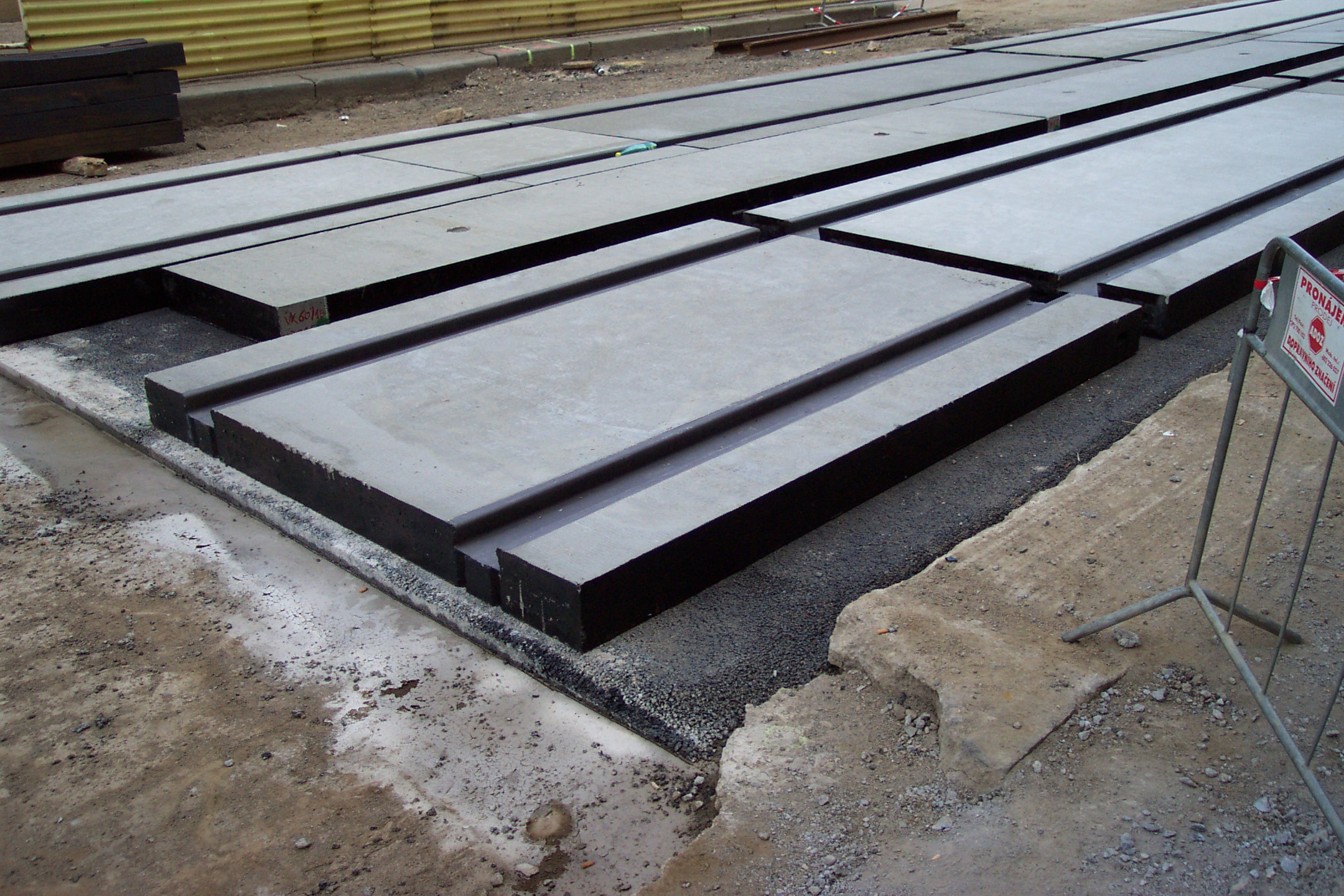
Praha-Albertov:Streckenerneuerung mit BKV-Platten auf Asphaltunterlage

Die Spurweite der Gleise beträgt im gesamten Netz 1435 mm (Normalspur). Bis auf eine Tordurchfahrt mit Gleisverschlingung an der Kleinseitner Thomaskirche ist das gesamte Netz zweigleisig.
Der Oberbau besteht zum überwiegenden Teil – auf insgesamt mehr als 100 km – aus sog. BKV-Platten (»Budapester Bauweise«). Diese sind benannt nach den Budapester Verkehrsbetrieben, die sie zuerst verwendeten. Später fanden sie bei vielen Straßenbahnen des Ostblocks Anwendung. Es handelt sich dabei um Betonplatten mit Längsrillen, in die steglose Schienen mit einem besonderen Profil verlegt und mit Gummizwischenlagen befestigt werden. Sie sind äußerst einfach zu verlegen, aber bei Ausbesserungsarbeiten schwierig zu handhaben. Im Gegensatz zu anderen Bauweisen mit Fahrbahnplatten wie Großverbundplatten sind die Schienen bei der Budapester Bauweise einzeln austauschbar.
Auf einigen neuen Abschnitten mit eigenem Gleiskörper werden die Varianten Schotter- oder Rasengleis eingesetzt.
Im gesamten Netz, auch auf stadtbahnähnlichen Neubaustrecken mit Schotteroberbau (z. B. Nádraží Braník – Sídl. Modřany oder nach Barrandov), wurden bisher Rillenschienen verwendet. Vignolschienen wie bei mittel- und westeuropäischen Betrieben bei vergleichbaren Trassierungen wurden erstmals im April 2010 auf der Strecke in der Straße Poděbradská verlegt.

### Betriebshöfe

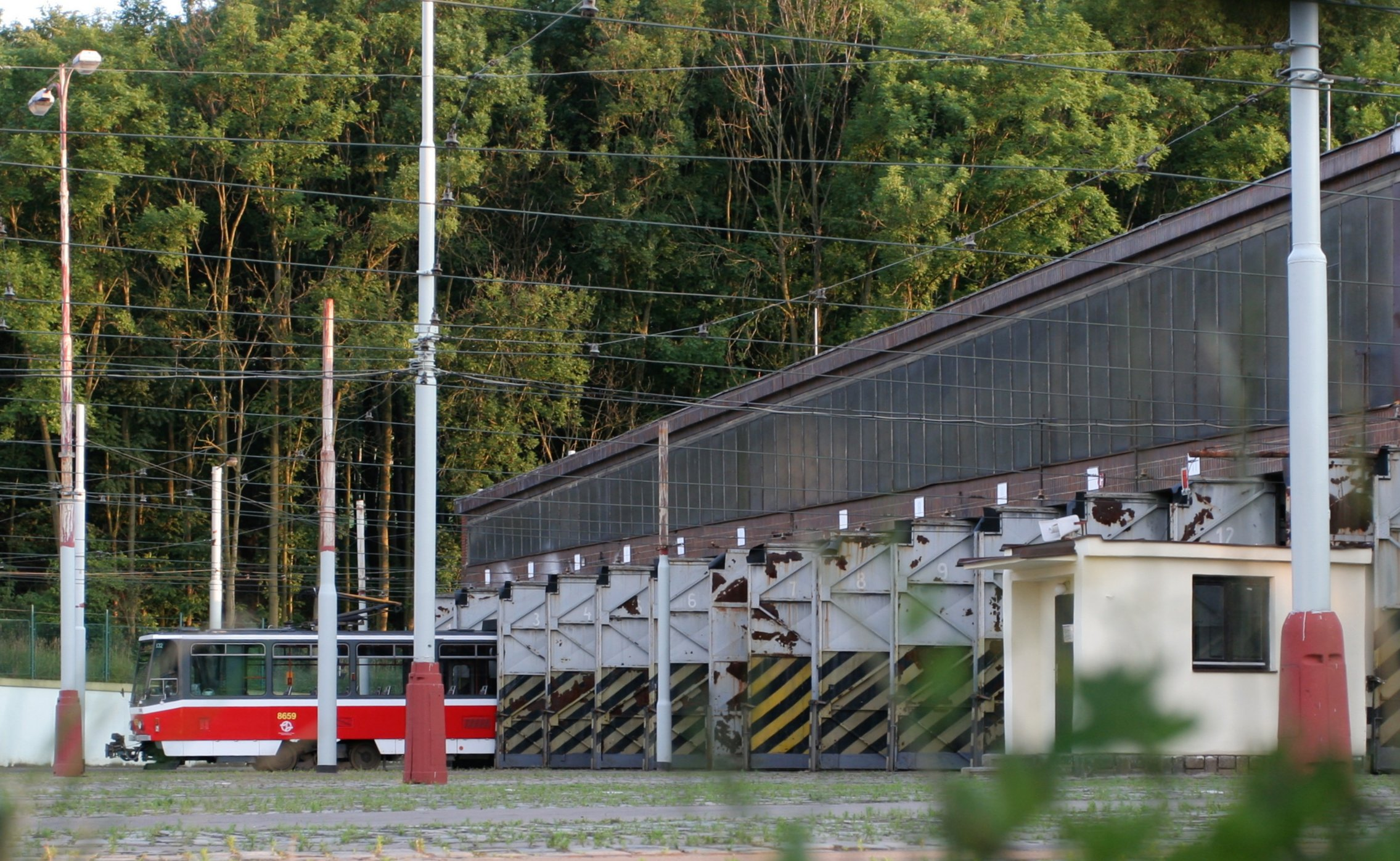
Betriebshof Motol

Seit 1951 wird der Straßenbahnbetrieb in Prag über sieben Betriebshöfe abgewickelt, die relativ gleichmäßig über das gesamte Stadtgebiet verteilt sind.
- Vokovice: Dieser Betriebshof wurde 1933 in Betrieb genommen und hat heute 30 Abstellgleise.
- Kobylisy wurde als letzter Betriebshof vor dem Zweiten Weltkrieg erbaut und im Oktober 1939 als Ersatz für den zentralen aber veralteten, Betriebshof in Holešovice in Betrieb genommen. Heute ist Kobylisy zuständig für den Straßenbahnbetrieb im nördlichen Teil der Stadt.
- Das Depot Hloubětín befindet sich im Nordosten der Stadt und existiert seit 1951 und ist damit der jüngste der Betriebshöfe. Seit Ende der 1980er Jahre sind hier die Fahrzeuge vom Typ KT8D5 beheimatet.
- Motol stammt aus dem Jahr 1937, wurde 1953 beträchtlich erweitert und hat heute 24 Gleise. Hier sind unter anderem die Fahrzeuge des Typs Tatra T6A5 beheimatet. Seit Herbst 2020 entsteht nach Abriss der alten Halle dort ein völlig neuer Betriebshof.[14]
- Pankrác nahm 1927 den Betrieb auf, anfangs diente es gleichzeitig als Busdepot. Bei Bombardierungen gegen Kriegsende wurde dieser Betriebshof stark beschädigt. Nach Umbauten wurden hier die Straßenbahnen vom Typ T gewartet. 1992 wurde eine Zug-Waschanlage errichtet.
- Žižkov ist seit 1912 in Betrieb. Im Jahr 1925 wurde zusätzlich zu den drei existierenden Hallen eine weitere errichtet und ein Jahr später alle Hallen verlängert. Umfangreiche Renovierungen erfolgten 1962, seit 1993 gibt es auch eine Waschanlage. Heute wird von hier aus der Straßenbahnverkehr vor allem im Ostteil der Stadt organisiert.
- Das Depot Strašnice ist seit 1908 in Betrieb und ist damit der älteste der Prager Betriebshöfe. Die ursprünglich aus Holz bestehenden Betriebshallen wurden allerdings schon in den Jahren 1929–33 durch Ziegelkonstruktionen ersetzt. Der Betriebshof Strašnice ist heute für die im Südosten der Stadt in Einsatz stehenden Garnituren zuständig.

Darüber hinaus gibt es noch den ehemaligen Betriebshof Střešovice, der heute das Straßenbahnmuseum beherbergt.

## Fahrzeugpark

### Rückblick: Ehemalige Fahrzeuge seit 1951
Dieser Abschnitt ist den Fahrzeugen gewidmet, welche seit 1951 – d. h. beginnend mit Tatra T1 – auf den Strecken der Prager Straßenbahn verkehrten und jetzt aber nicht mehr in Betrieb sind. Der Altbestand, d. h. Fahrzeuge, welche schon vor 1951 vorhanden waren, wird nicht behandelt.

#### Tatra T1

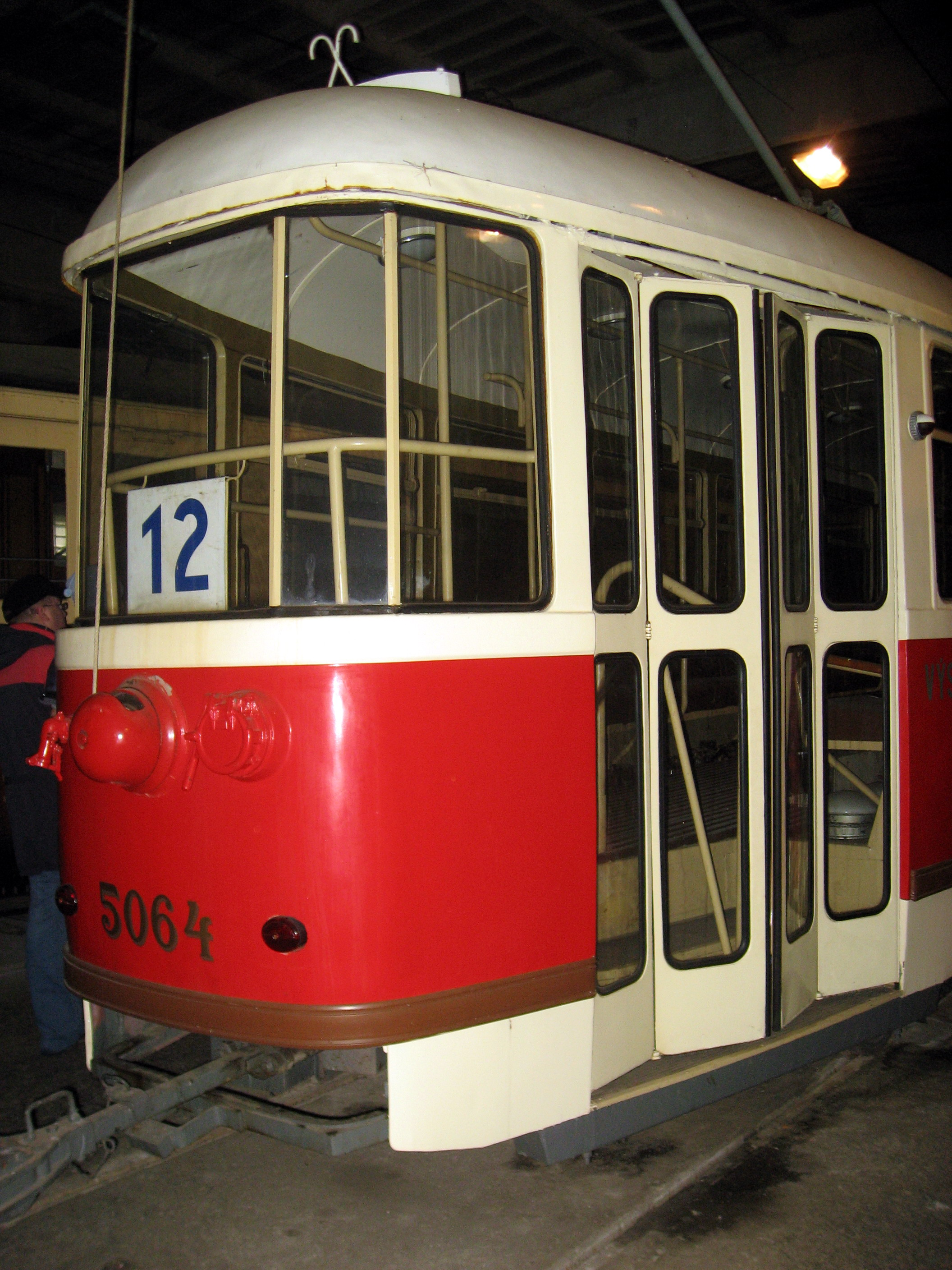
Triebwagen 5064 im Technischen Museum Brno

Die beiden Prototypen des Typs Tatra T1 wurden kurz vor Ende des Jahres 1951 vom Hersteller übergeben. Sie erhielten die Fahrzeugnummern 5001 und 5002. 1952 folgten die restlichen Wagen der ersten Serie mit den Nummern 5003 bis 5025. Die Auslieferung der zweiten Serie begann mit dem Wagen 5026 im Jahr 1954 und endete 1955 mit dem Triebwagen 5063. Ebenfalls 1955 wurde die dritte Serie übernommen (Nummern 5064 bis 5090). Den Abschluss bildete die vierte Serie, welche 1956 ausgeliefert wurde und die Fahrzeuge 5091 bis 5133 umfasste.
Die ersten ausgelieferten Fahrzeuge hatten eine Längsbestuhlung, erst später wurde mit Querbestuhlung geliefert.
Alle Triebwagen der Bauart Tatra T1 wurden mit Stangenstromabnehmern ausgeliefert. 1961 erhielten zwei Fahrzeuge zu Testzwecken Scherenstromabnehmer. Zwischen 1964 und 1966 wurden dann die restlichen Fahrzeuge umgerüstet.
1966 wurden 15 Triebwagen dieses Typs zum Typ T3 umgebaut. Dabei erhielten sie neue Wagenkasten mit der elektrischen Ausrüstung. Zwei davon wurden an die Straßenbahn Most abgegeben. 1972 folgte der Umbau eines weiteren Triebwagens, welcher bei einem Unfall beschädigt worden war.
Der letzte fahrplanmäßige Einsatz eines Prager T1 fand am 25. Januar 1983 statt. Die Ausmusterung hatte bereits 1976 begonnen: Allein in jenem Jahr wurden 30 Wagen abgestellt.
1980/81 wurden vierzehn T1 an die Straßenbahn Pilsen abgegeben.
Erhalten blieben in Museen drei Prager T1: Die Triebwagen 5001 und 5002, d. h. die Prototypen der Baureihe T1 befinden sich im Prager Straßenbahnmuseum. Ersterer wurde 1972 in den Lieferzustand zurückgebaut und trägt wieder einen Stangenstromabnehmer, der zweite behielt den Scherenstromabnehmer. Der Triebwagen 5064 befindet sich seit 1978 im Technischen Museum Brno, war aber zwischen 1987 und 1991 zur Renovierung wieder in den Prager Werkstätten.

#### Tatra T2

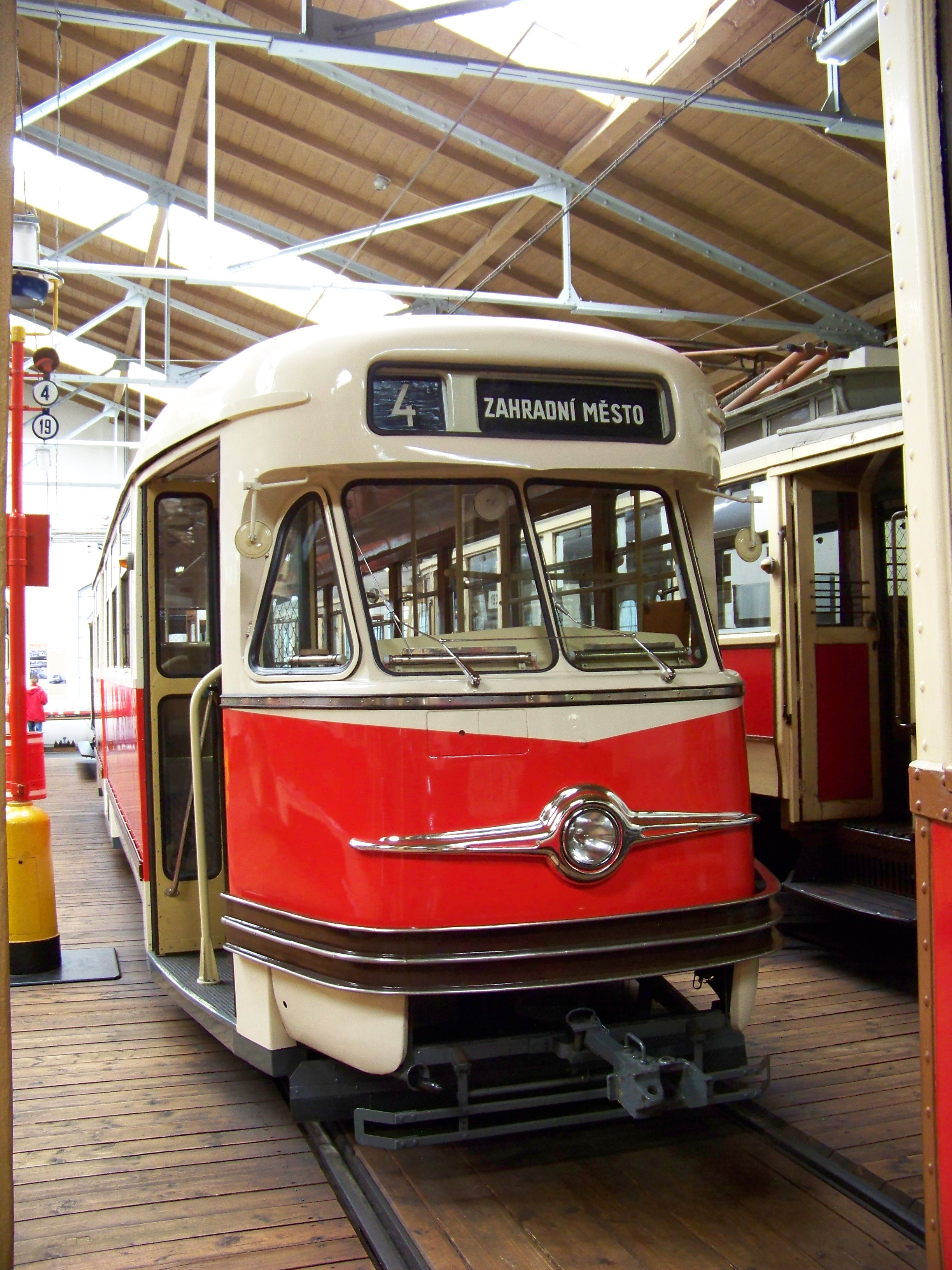
Der einzige erhaltene Prager T2 im Straßenbahnmuseum

1954 wurden die ersten beiden Wagen des Typs Tatra T2 im Tatrawerk Prag-Smichov hergestellt. Auch in diesen Wagentyp wurde die bewährte PCC-Steuerung (Beschleuniger) eingebaut. Umfangreiche Probefahrten – teilweise mit Personenbeförderung – fanden bis 1957 in Prag statt. Der Prototypwagen 6001 besaß noch Längssitze, der Wagen 6002 dagegen schon Quersitze in der Reihung 2+1. Beide Fahrzeuge hatten bei ihrer Auslieferung noch einen Stangenstromabnehmer. Da das Prager Straßenbahnnetz noch nicht an 2,5 Meter breite Fahrzeuge angepasst war, wurden keine weiteren T2 angeschafft.
Der Wagen 6001 wurde 1965 nach Olomouc abgegeben. 1986 wurde er dort ausgemustert und einige Monate später verschrottet.
Der Wagen 6002 kam 1956 zunächst nach Liberec und wurde im gleichen Jahr nach Umspurung auf 1000 mm nach Bratislava weitergegeben. Von dort wurde er 1977 nach Prag zurückgeholt. In den Tatra-Werken in Prag-Smíchov erhielt das Fahrzeug neue Regelspurdrehgestelle, welche Tatra kostenlos überlassen hatte. Seit dem Jahr 2000 befindet es sich im Straßenbahnmuseum Střešovice.
Dieser Triebwagen ist auf der Liste der Kulturdenkmäler des tschechischen Kulturministeriums als Objekt 16 geführt.

#### Tatra T3 in der ursprünglichen Version

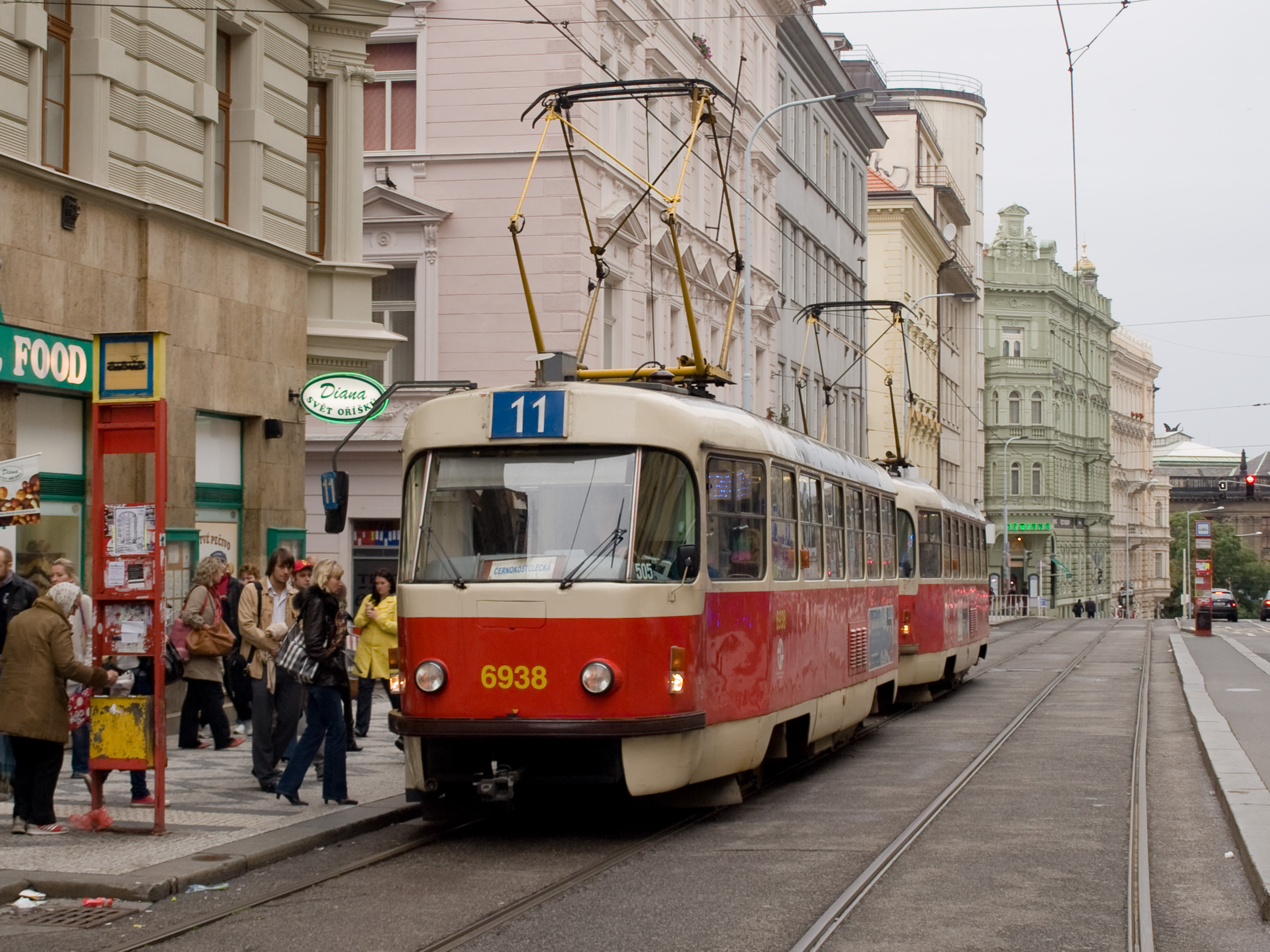
T3 der ursprünglichen Bauart an der Haltestelle I.P.Pavlova

Der Tatra T3 und dessen Unterarten waren lange Zeit die am häufigsten anzutreffenden Straßenbahnwagen in Prag. Zwischen 1961 und 1976 wurden 900 Fahrzeuge des Grundtyps T3 geliefert. Sie erhielten die Fahrzeugnummern 6101 bis 6992. Acht Fahrzeuge wurden als Ersatz für frühzeitig ausgeschiedene Fahrzeuge verwendet und trugen die Nummer des ersetzten Fahrzeugs.
Nach Prüfung eines Prototyps (Nummer 6101) wurden die ersten Serienfahrzeuge ab 1962 eingesetzt. Der fahrplanmäßige Einsatz der T3-Fahrzeuge endete am 19. Dezember 2011. Die Leistungssteuerung der Fahrmotoren erfolgte durch widerstandsgesteuerte Drehzahlregelung mittels »Beschleuniger«. Diese Kombination von servobetätigtem Fahrschalter und Widerständen wurde von den PCC-Wagen übernommen. Der Triebwagenführer steuert den Beschleuniger über ein Fahrpedal an. Alle vier Fahrmotoren sind ständig parallel geschaltet. Die Bedienung ist einfach, der Verzicht auf die Serienschaltung beim Anfahren macht die Steuerung jedoch wenig effektiv. Zusätzlich ist es nicht möglich, die Wagenheizkörper als Anfahr- und Bremswiderstände zu nutzen.
Zwischen 1966 und 1972 wurden 16 Tatra T1 mit neuen Wagenkästen zu T3 umgebaut. Ab 1984 wurden die älteren Fahrzeuge dieser Baureihe modernisiert bzw. ausgemustert und durch neuere Fahrzeuge ersetzt.

#### Tatra T3G
An die erfolgreiche Modernisierung der T3M Ende der 1970er Jahre knüpfte in den 1990er Jahren die Bauart T3G an. Die elektrische Ausstattung vom Typ TV8 hatte eine GTO-Thyristorsteuerung, welche von ČKD Trakce in Zusammenarbeit mit den Prager Verkehrsbetrieben entwickelt worden war. Diese Steuerung wurde 1991 in den Triebwagen 6551 eingebaut. Er erhielt später die Fahrzeugnummer 8201 und lief ab 1994 mit Fahrgästen im Probebetrieb. Der Wagen wurde bereits 1996 ausgemustert und 2003 verschrottet.
Insgesamt entstanden nur 20 Neubauten dieses Typs, 83 T3G entstanden durch Modernisierung älterer Fahrzeuge. In Prag kamen nur zwei Fahrzeuge zum Einsatz. Sie hatten die Fahrzeugnummern 8200 und 8201.

#### Tatra T3R

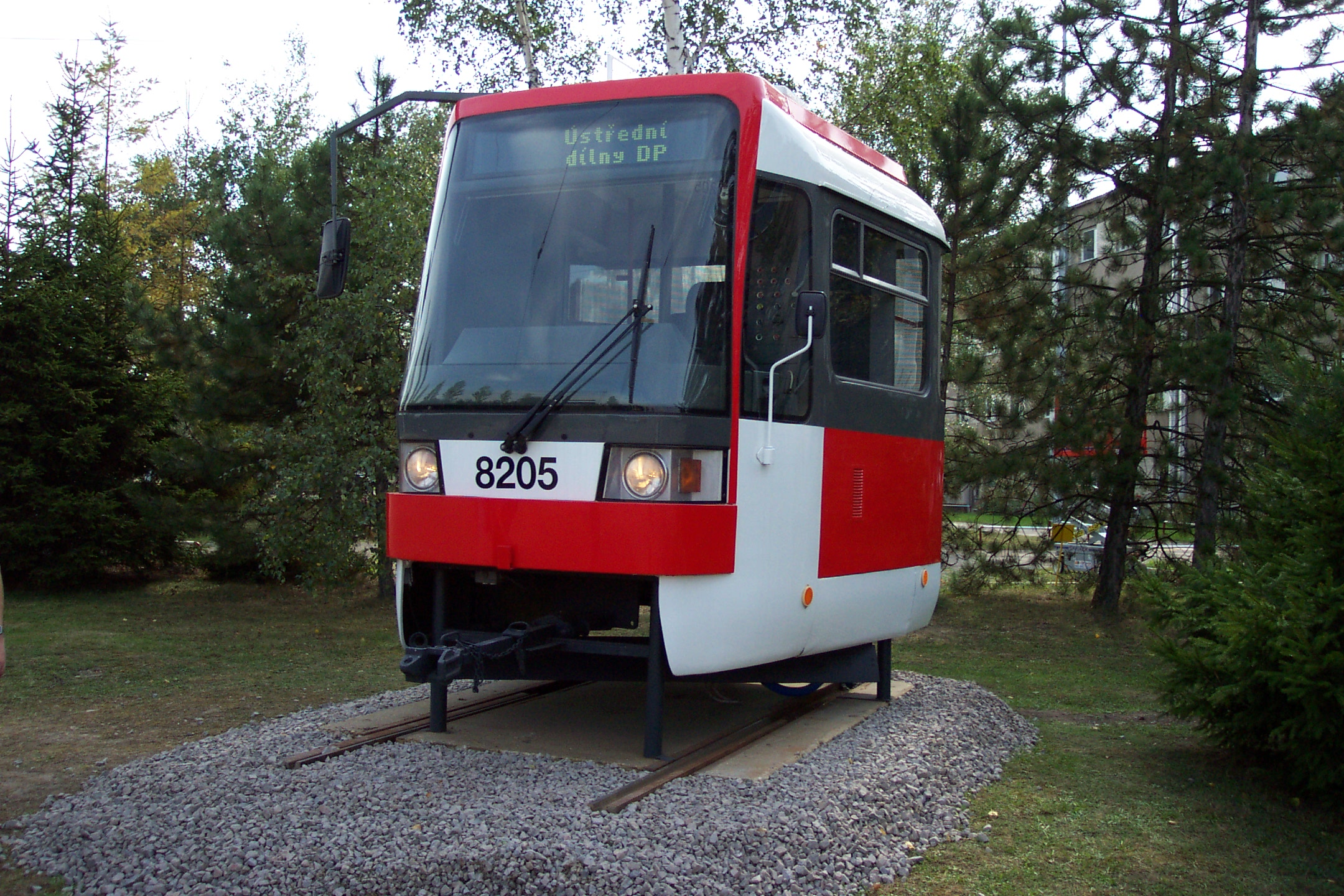
Frontteil eines T3R als Denkmal in Prag

Neben umfangreichen Umbauten erhielten die T3R eine Thyristorsteuerung (Modell TV 8).
Nachdem bereits im Jahr 1995 in Brno ein T3 zu einem T3R umgebaut worden war und 1997 zehn weitere Neubauwagen für Brno in Auftrag gegeben waren, konnte 1999 auch in Prag der Umbau eines T3 (Fahrzeugnummer 6328) unter der Nummer 8205 in Betrieb genommen werden. Die Prager Straßenbahn-Zentralwerkstätte hatte seit 1994 an diesem Umbau gearbeitet. Wegen großer Störanfälligkeit wurde das Fahrzeug aber nie fahrplanmäßig eingesetzt. 2005 wurde das Fahrzeug 8205 außer Betrieb genommen und wenig später verschrottet. Erhalten ist nur das Vorderteil des Wagenkastens mit der Führerkabine. Es steht auf dem Gelände der Hauptwerkstätte Prag.
Ein weiterer, aus der Baureihe T3SU (Fahrzeugnummer 7005) stammender Triebwagen sollte ebenfalls zum Typ T3R modernisiert werden. Die Arbeiten liefen in den Jahren 1996 und 1997 ab, wurden allerdings nie beendet. Das unfertige Bauskelett blieb bis 2002 auf dem Gelände der ČKD und wurde dann verschrottet.

#### Tatra RT6N1

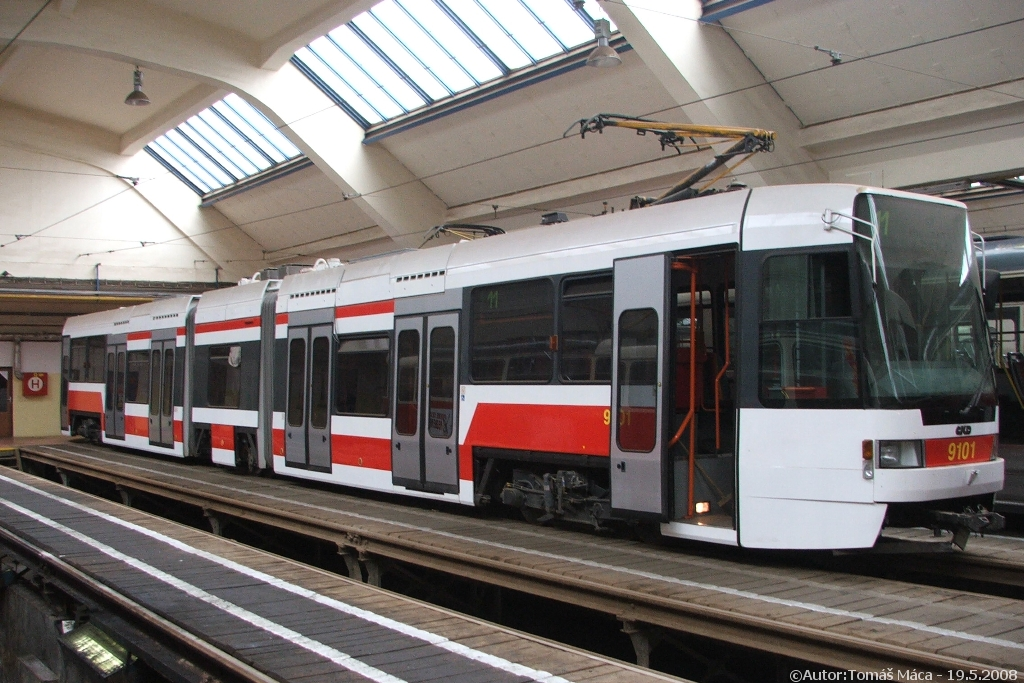
Triebwagen 9101 im Betriebshof Pankrác

Die für Prag bestimmten Fahrzeuge des Typs Tatra RT6N1 wurden in der zweiten Hälfte des Jahres 1996 hergestellt. Das erste Fahrzeug wurde noch im Dezember 1996 ausgeliefert, zwei weitere im Januar und das vierte im Februar 1997. Sie erhielten die Fahrzeugnummern 9101 bis 9104. Probefahrten mit Personenbeförderung durchgeführt.
Wegen zahlreicher Pannen waren sie oft abgestellt und im Einsatz wurden sie nur für Verstärkerfahrten verwendet. Im Jahr 1998 wurden auf Verlangen des Eisenbahnamtes die Drehgestelle ersetzt. Die Probefahrten wurden im Juni 1999 eingestellt, nachdem der einzige noch in Probebetrieb eingesetzte Triebwagen (Nr. 9103) eine Panne hatte und dabei entgleiste. Alle vier Fahrzeuge wurden im Depot Pankrác abgestellt. Außerdem lief Ende 1999 die vorläufig erteilte Erlaubnis zur Personenbeförderung ab. 2001 wurde das Fahrzeug 9104 bei ČKD ausgebessert, aber bei der Rückfahrt zum Depot trat wieder ein Mangel auf und der Triebwagen musste abgeschleppt werden. Nach erneuter Reparatur und einigen Probefahrten kam es Anfang 2002 wieder zur Abstellung.
Von 2004 bis 2005 bemühte sich die Firma Pars Nova in Šumperk um das Fahrzeug 9101, welches in einer aufwendigen Instandsetzung zum Typ RT6N2 umgebaut wurde. Aber auch hier endeten die Probefahrten mit zahlreichen Pannen.
2009 verkaufte das Prager Verkehrsunternehmen die vier Fahrzeuge an die Firma SKD Trade und im September des gleichen Jahren wurden sie nach Nymburk gebracht. Die seit 1998 bzw. 1998 abgestellten Wagen 9102 und 9103 dienten als Ersatzteillager. Die beiden anderen wurden 2010 nach Polen verkauft.

### Aktueller Fahrzeugbestand
Da Prag Produktionsstandort des Herstellers ČKD Tatra war, ist es nahezu selbstverständlich, dass dessen Fahrzeuge auch dort eingesetzt wurden und in verschiedenen Varianten auch heute noch unterwegs sind. Tatsächlich stellten Tatra-Wagen unterschiedlicher Generationen den größten Teil des Fuhrparks dar. Linienspezifische Einsätze einer bestimmten Wagenbauart existieren nicht, nur die KT8D5 werden, da es sich bei ihnen um Zweirichtungsfahrzeuge handelt (alle anderen Typen sind Einrichtungsfahrzeuge), bevorzugt bei Baustellenverkehren mit provisorischen Stumpfgleisendstellen verwendet.
Ältere Fahrzeuge vom Typ T3 sollen in Prag bis maximal 2030 fahren und dann ersetzt werden.

### Fahrzeugbestand im Jahr 2016

#### Übersichtstabelle
| Hersteller | Typ        | Bestand 2021 |
| ---------- | ---------- | ------------ |
| Tatra      | T3M, T3SU  | 43           |
| Tatra      | T3R.P      | 347          |
| Tatra      | T6A5       | 28           |
| Tatra      | T3R.PLF    | 35           |
| Tatra      | KT8D5.RN2P | 51           |
| Škoda      | 14T        | 57           |
| Škoda      | 15T        | 250          |
|            |            | gesamt 811   |

#### Tatra T3M und T3M2-DVC

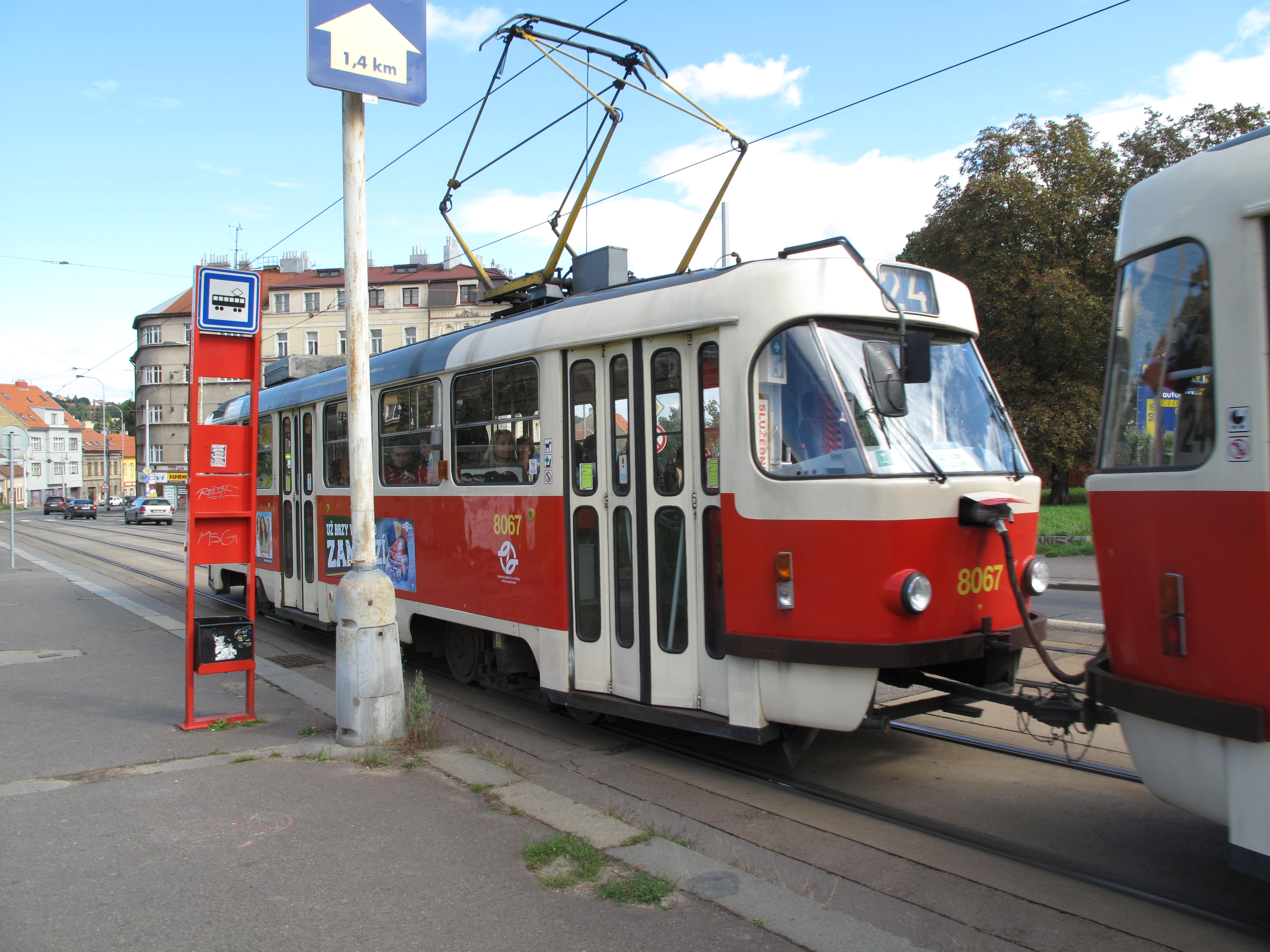
Prager T3M im Jahr 2010

Zwischen 1976 und 1981 wurden 102 T3-Triebwagen mit Thyristorsteuerung versehen. Damit entstand die Unterbaureihe T3M. Für die elektrodynamische Bremse waren allerdings weiterhin Bremswiderstände erforderlich. Rückspeisung der Bremsenergie in das Stromnetz (sog. Rekuperation) war nicht möglich.
Die in Prag eingesetzten Wagen erhielten die Fahrzeugnummern 8005 bis 8106. Im Herbst 2012 waren noch 34 T3M in Betrieb.
Durch die erneute Modernisierung einiger Triebwagen des Typs T3M entstand in den Jahren 1996 bis 1999 die Variante T3M2-DVC: Hauptziel war der Austausch von korrosionsgeschädigten Wagenkästen. Diese lieferte ČKD Tatra. Die Wagen erhielten Türöffner in Form von Drucktasten. Namensgebend war der tschechische Satz Dveře Volí Cestující (= Die Türen betätigen die Reisenden) mit der Abkürzung DVC. Insgesamt wurden 18 Fahrzeuge auf diese Weise umgebaut.

#### Tatra T3SU und T3SUCS
In den 1980er Jahren war den tschechoslowakischen Straßenbahnbetreibern erlaubt, mangels geeigneter Alternativen auf die veraltete Version des T3 zurückzugreifen – und dies obwohl eigentlich seit 1976 ihr Bau für die Tschechoslowakei eingestellt war. Man erwarb Fahrzeuge aus einer Tranche, die eigentlich für die Sowjetunion gebaut worden war. Die Typenbezeichnung T3SU tragen Wagen mit Fahrzeugnummern 7001 bis 7020, welche 1982 ausgeliefert wurden. Die Wagen mit den Nummern 7021 bis 7292 wurden zwischen 1983 und 1990 unter der Typenbezeichnung T3SUCS – unter Anpassung auf tschechoslowakische Gepflogenheiten – in Betrieb genommen. Beide Versionen gemeinsam war die Beibehaltung der in energetischer Hinsicht uneffizienten Beschleunigersteuerung. Sie erhielten jedoch als Neuerung einen modernen Stemmann-Einholmstromabnehmer. Unterschiedlich ist die Sitzplatzanordnung: die T3SUCS wurden mit 1+1-Reihung geliefert, zu beiden Seiten des Mittelgangs gab es je eine Sitzreihe. Bei den T3SU ist die Sitzplatzanordnung 2+1, auf der rechten Seite sind Doppelsitze eingebaut. Prag übernahm zwischen 1982 und 1989 insgesamt 292 Fahrzeuge.
Am 24. März 2017 endete der fahrplanmäßige Einsatz der Fahrzeuge des Typs T3SUCS fast vollständig. Sie sind jetzt nur noch auf der Linie 23, der sog. Nostalgischen Linie, anzutreffen, wo sie zusammen mit T3M-Fahrzeugen bei Verstärkerfahrten auf dem zentralen Abschnitt der Linie 22 unterwegs sind.

#### Tatra T3R.P

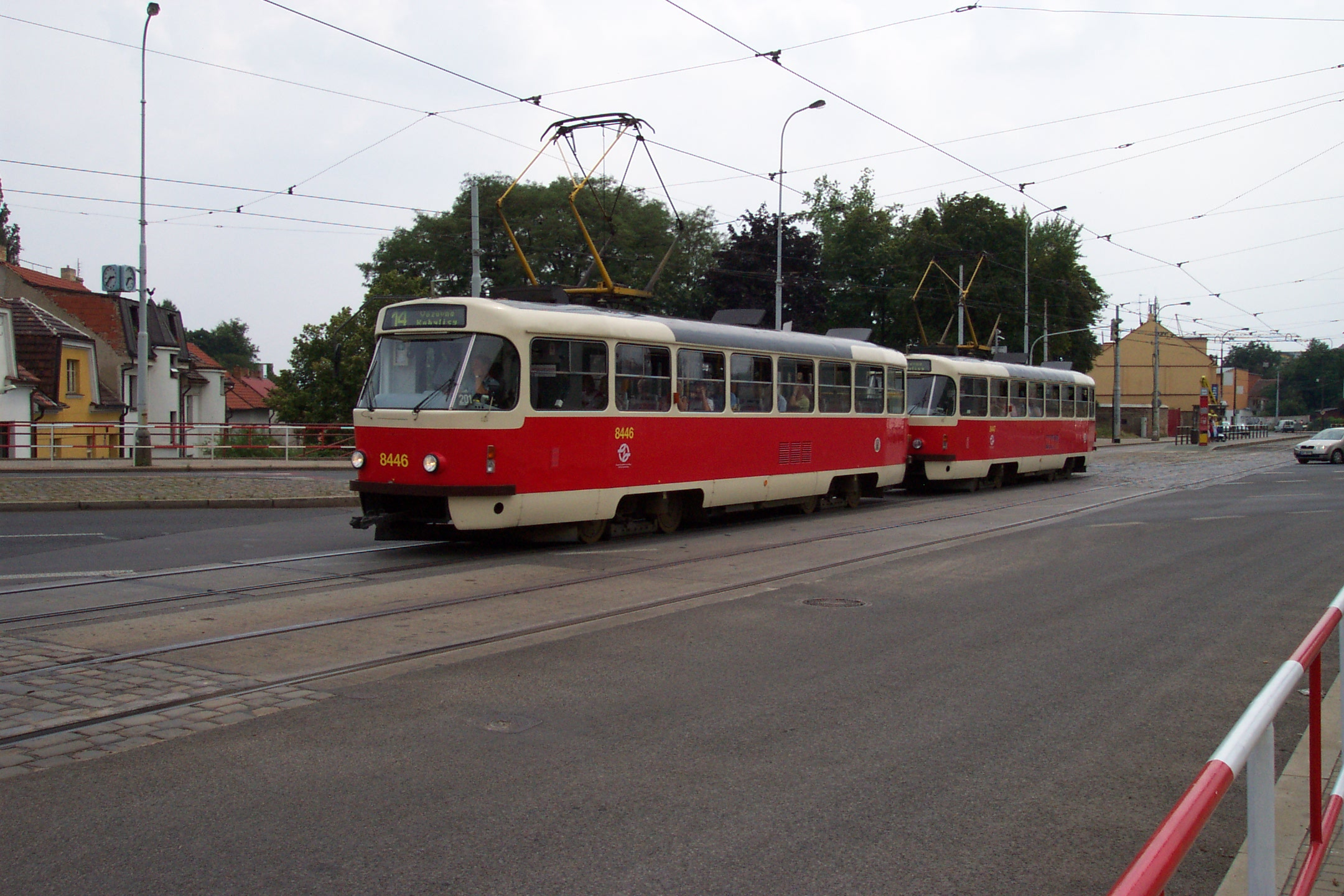
Prager Tatra T3R.P in Doppeltraktion

Vom nicht sehr erfolgreichen Typ T3R leitet sich der Typ T3R.P ab. Die Wagen erhielten eine elektrische Ausrüstung von der Firma Alstom, welche in Tschechien nun unter dem Namen Cegelec auftritt. Die Motorsteuerung erfolgt mit Hilfe des IGBT-Transistors TV Progress (worauf das P in der Bauartbezeichnung hindeutet), welcher Rekuperation der Bremsenergie ermöglicht und eine Schleuder- sowie Gleitschutzregelung umfasst. Die Steuerung wird weiterhin über Fußpedale betätigt.
Dies führte zur größten Modernisierungswelle bei der Prager Straßenbahn: zwischen den Jahren 2000 und 2010 wurden insgesamt 315 Wagen der Bauarten T3, T3M und T3SUCS in T3R.P umgebaut. 35 Wagen wurden von der Firma Pars Nova a.s. in Šumperk erneuert – sie erhielten die Fahrzeugnummern 8211 bis 8245. Die restlichen Fahrzeuge wurden in den Hauptwerkstätten der Verkehrsbetriebe Prag umgebaut und mit den Nummern 8300 bis 8579 eingereiht.

#### Tatra T3R.PV

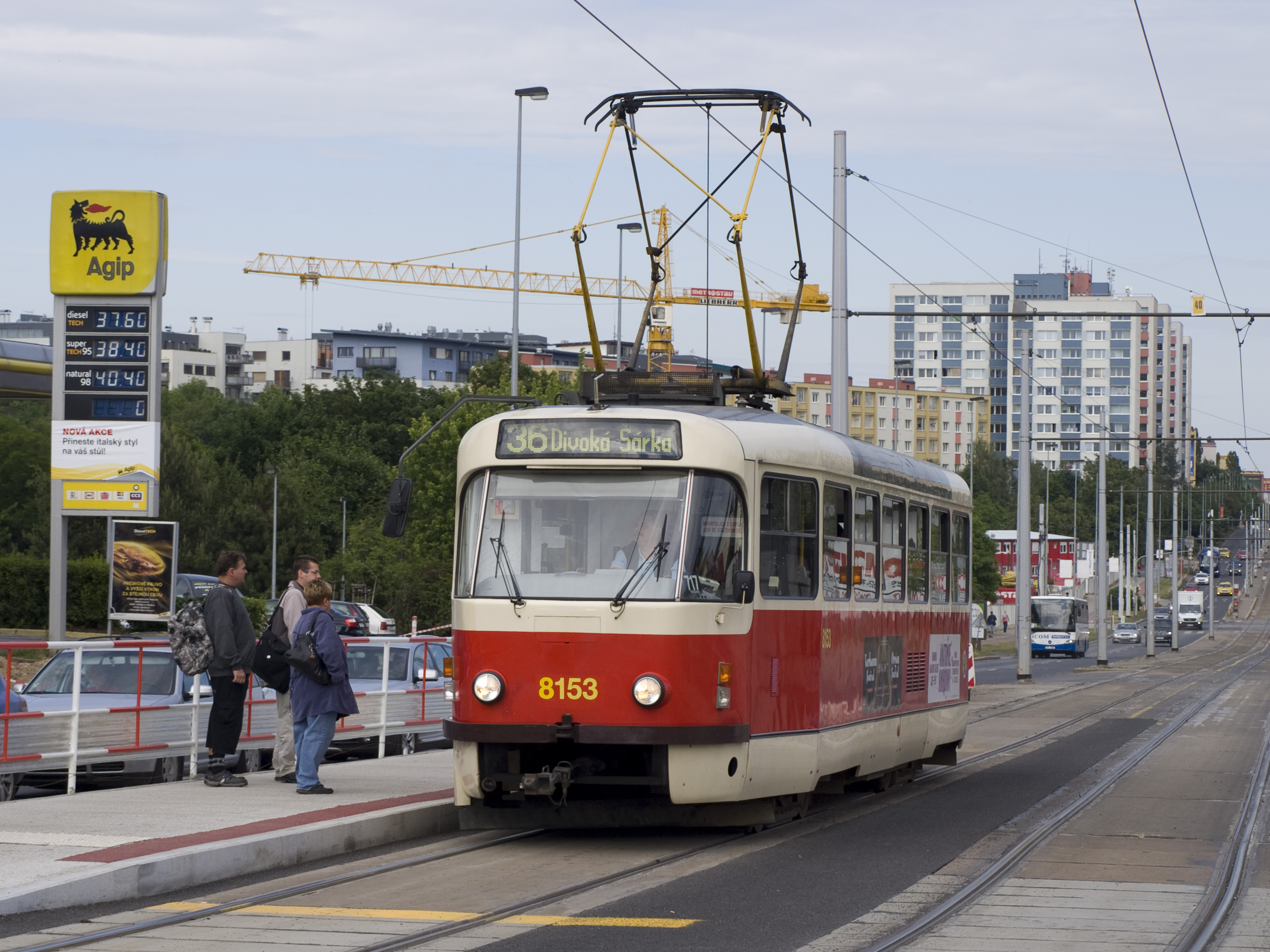
T3R.PV (Fahrzeugnummer 8153) im Juni 2012

Einzelne Wagen waren in so schlechtem Zustand, dass sie nicht mit einem vernünftigen finanziellen Aufwand modernisiert werden konnten. Die Prager Verkehrsbetriebe erwarben von der Firma Krnovské opravny a strojírny s.r.o. aus Krnov Wagenkästen VarCB3, welche diese Firma für die Sanierung von Triebwagen des Typs T3SUCS entwickelt hatten. Diese damit aufgebauten Triebwagen erhielten die elektrische Ausrüstung TV Progress. Unter der Typenbezeichnung T3R.PV wurden in den Jahren 2003 bis 2007 35 Triebwagen nach Prag geliefert. Sie erhielten dort die Fahrzeugnummern 8151 bis 8185. Faktisch handelt es sich um Neubauten, auch wenn sie offiziell als Modernisierung von Altfahrzeugen geführt werden.

#### Tatra T3R.PLF

##### Variante 1 (2006–2010)

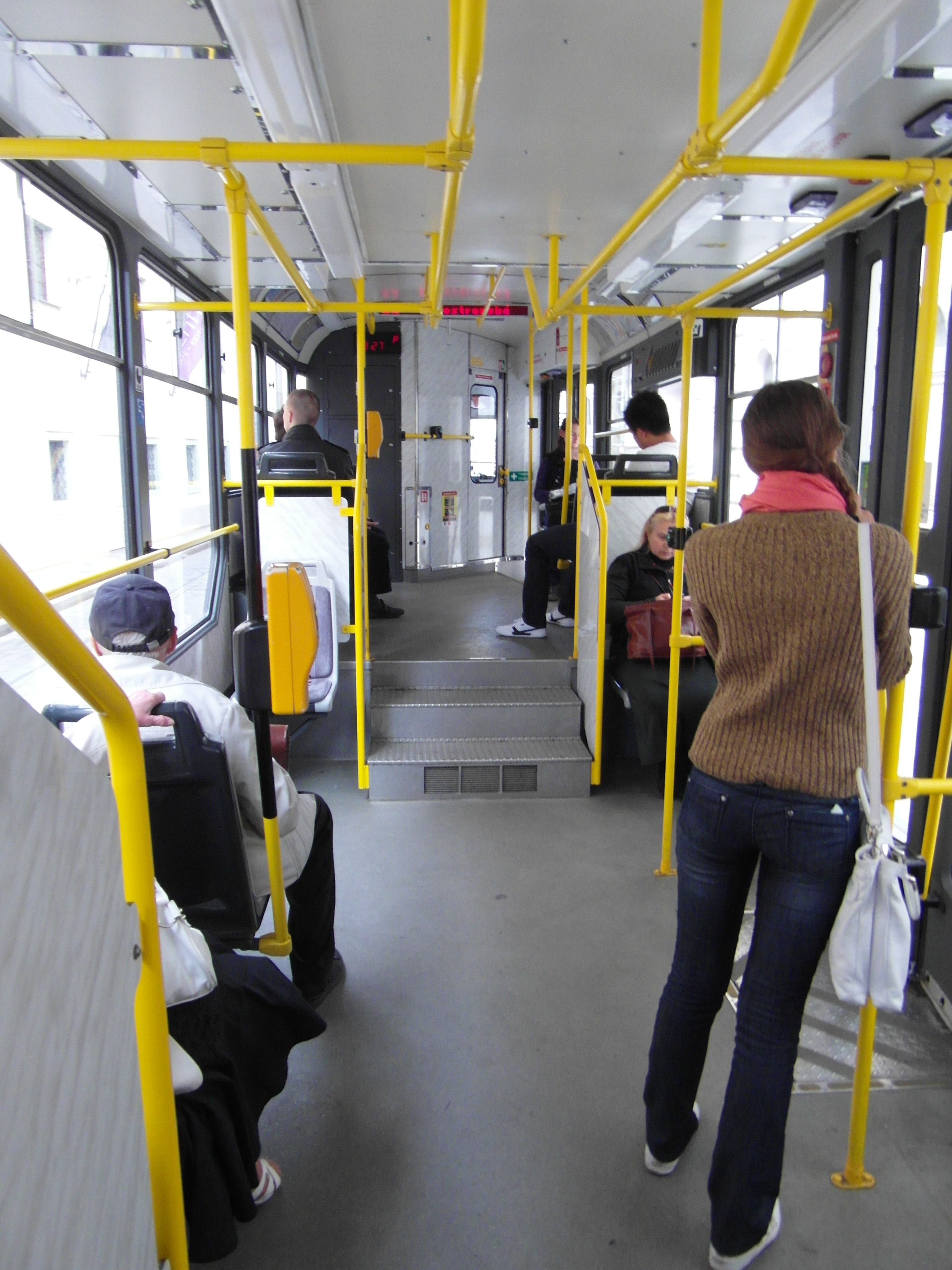
Blick vom hinteren Wagenteil in den Niederflurbereich
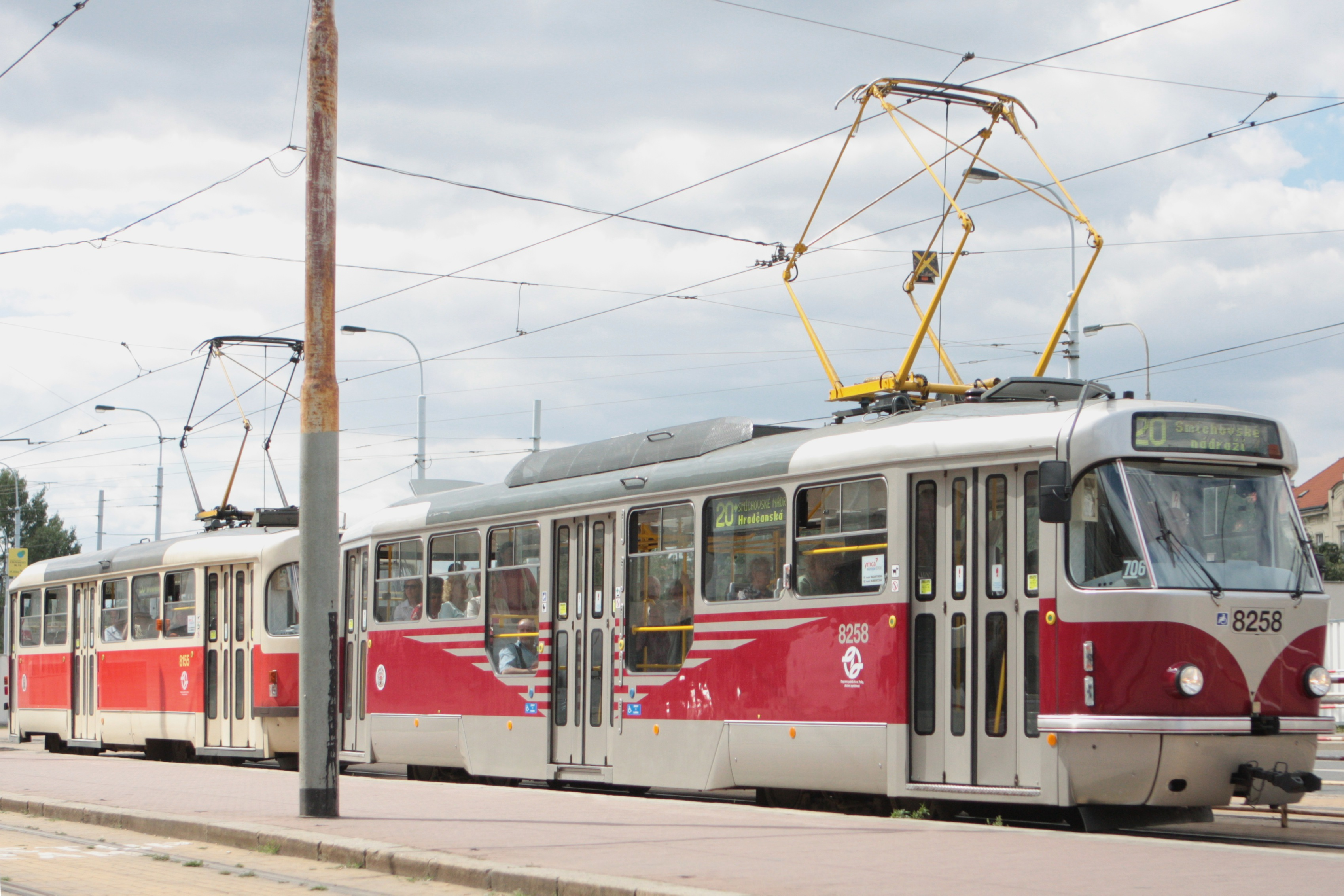
Tatra T3R.PLF mit Niederflurteil

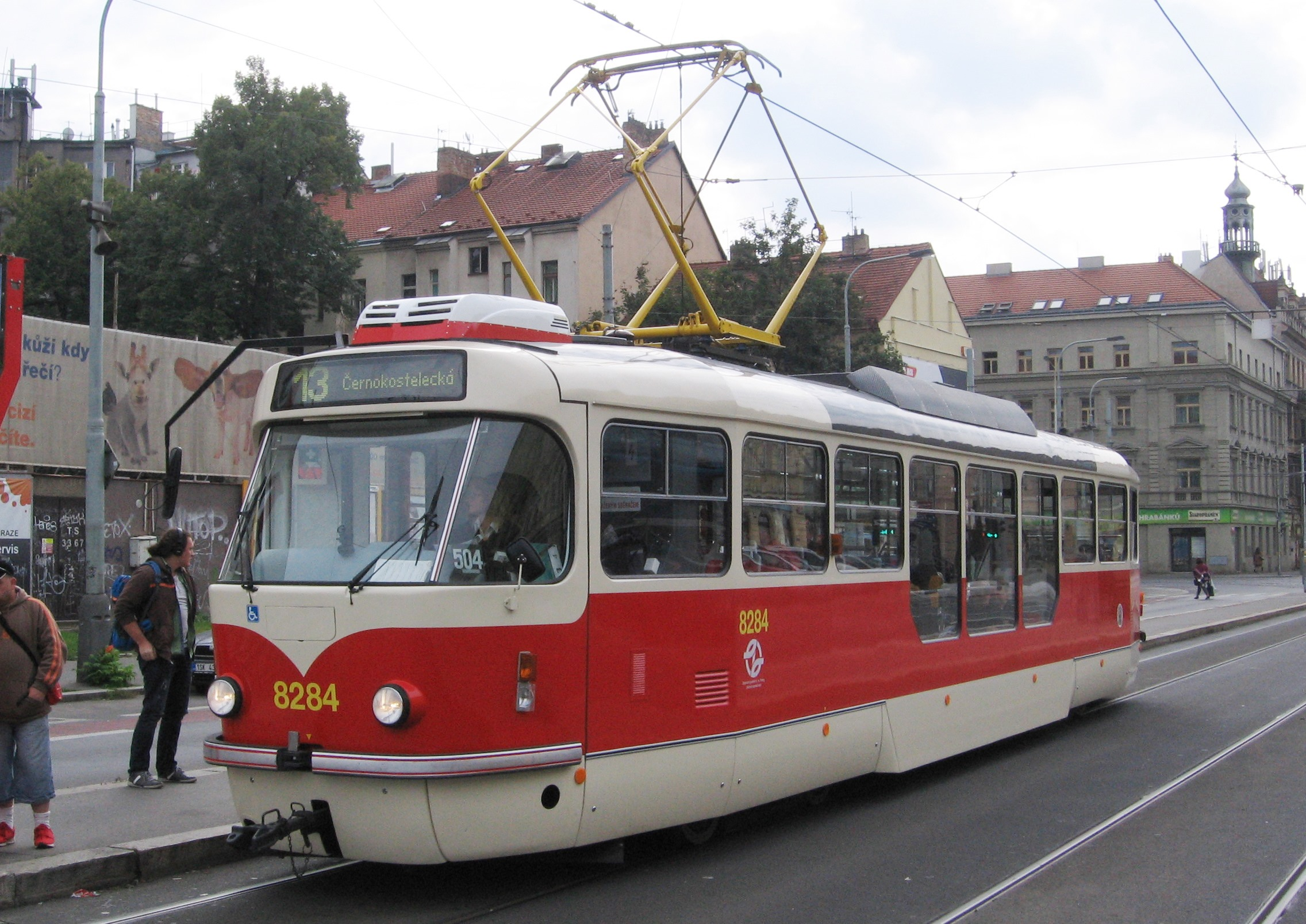
Triebwagen 8284 an der Haltestelle Otakarova

Auf der Grundlage des neuentwickelten, zwischen den Drehgestellen niederflurigen Wagenkastens VarCB3LF wurde eine neue Triebwagenvariante entwickelt:
Es entstanden Einrichtungswagen mit 7,5 Metern Drehzapfenabstand. Die Wagenkastenlänge wuchs gegenüber den bisherigen T3-Varianten von 14 000 auf 15 000 mm, erkennbar am zusätzlichen Fenster. Gleich blieben der Drehgestellachsstand, die Motorleistung und die elektrische Ausrüstung. Die Leermasse stieg von 17,3 auf 21,5 Tonnen. Die neuen Wagen sind abweichend von den bisherigen T3 in weinrot und silber lackiert. Die Auslieferung begann anlässlich der Europäischen Mobilitätswoche 2006. Bis 2010 wurden insgesamt 33 Wagen von den Prager Verkehrsbetrieben übernommen. Sie erhielten die Fahrzeugnummern 8251 bis 8283 und wurden in folgender zeitlicher Verteilung ausgeliefert: Im Jahr 2006 (Fahrzeugnummern 8251, 8252), 2007 (8253–8255), 2008 (8256–8262), 2009 (8263–8275) und schließlich 2010 (8276–8283). Ab dem Wagen 8262 sind die Führerstände klimatisiert.

##### Variante 2 (ab 2017)
Mit dem Triebwagen 8284 wurde im Juli 2017 ein weiterer T3R.PLF in Betrieb genommen. Er weicht sowohl im äußeren Erscheinungsbild als auch in technischen Einzelheiten von den in den zwischen 2006 und 2010 beschafften Wagen ab. Abweichend von der bisherigen Serie wurde der Wagen 8284 wieder in Anlehnung an die ursprüngliche ČKD-Standardlackierung in Creme und Rot lackiert. Auf der Stirnseite des Fahrzeugs reicht der cremefarbene Farbkeil weniger weit nach unten und die Fahrzeugnummer befindet sich nun zwischen den Scheinwerfern.
Die Türen besitzen einen senkrechten LED-Streifen, welcher die Fahrgäste auf ihren Zustand hinweisen soll: Sind die Türen zum Öffnen freigegeben oder offen, leuchtet der Streifen grün. Kurz vor Beginn und während des Schließvorgangs wechselt die Lichtfarbe in rot.
Das Fahrzeug wurde bei Krnovské opravny a strojírny s.r.o. auf Grundlage des Triebwagens 8156 gebaut. Der Umbau kostete 8,5 Millionen Tschechische Kronen. Falls der Prager Verkehrsbetrieb mit diesem Fahrzeug zufrieden ist, könnten insgesamt 92 Wagen dieser Bauart entstehen.
 Im September 2021 wurden mit den Kästen für die Tw 8288 - 8290 weitere 3 Wagenkästen durch Krnovské opravny a strojírny s.r.o. angeliefert.

#### Tatra KT8D5

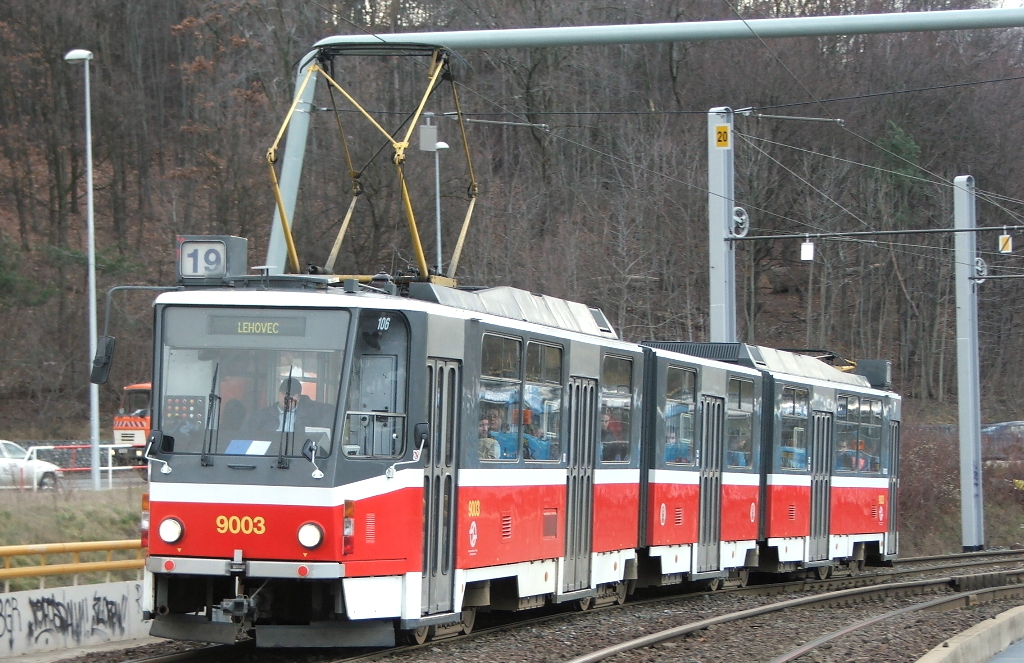
KT8D5 mit hochflurigem Mittelteil

Bei diesen handelte es sich lange Zeit um den einzigen Gelenktriebwagentyp der Prager Straßenbahn, außerdem sind diese Wagen die einzigen Zweirichtungsfahrzeuge, weshalb sie bevorzugt bei Baustellenverkehren mit provisorischen Stumpfgleisendstellen eingesetzt werden. Es sind dreiteilige Gelenkwagen, die auf vier Drehgestellen laufen. Die beiden inneren sind Jakobs-Drehgestelle. Der Typ KT8D5 wurde ab Mitte der 1980er von Tatra neu entwickelt. Ausgeliefert wurden sie in den Jahren 1986 bis 1990. Auffällig an ihnen war die Anzeige der Linie in einer würfelförmigen Dachlaterne. Sie trugen die Nummern 9001 bis 9048.
Der erste fahrplanmäßige Einsatz dieser Gelenktriebwagen erfolgte am 6. Juli 1986 auf der Linie 15, die letzte Bahn fuhr fahrplanmäßig am 21. Mai 2013 ebenfalls auf der Linie 15.

#### Tatra KT8D5.RN2P

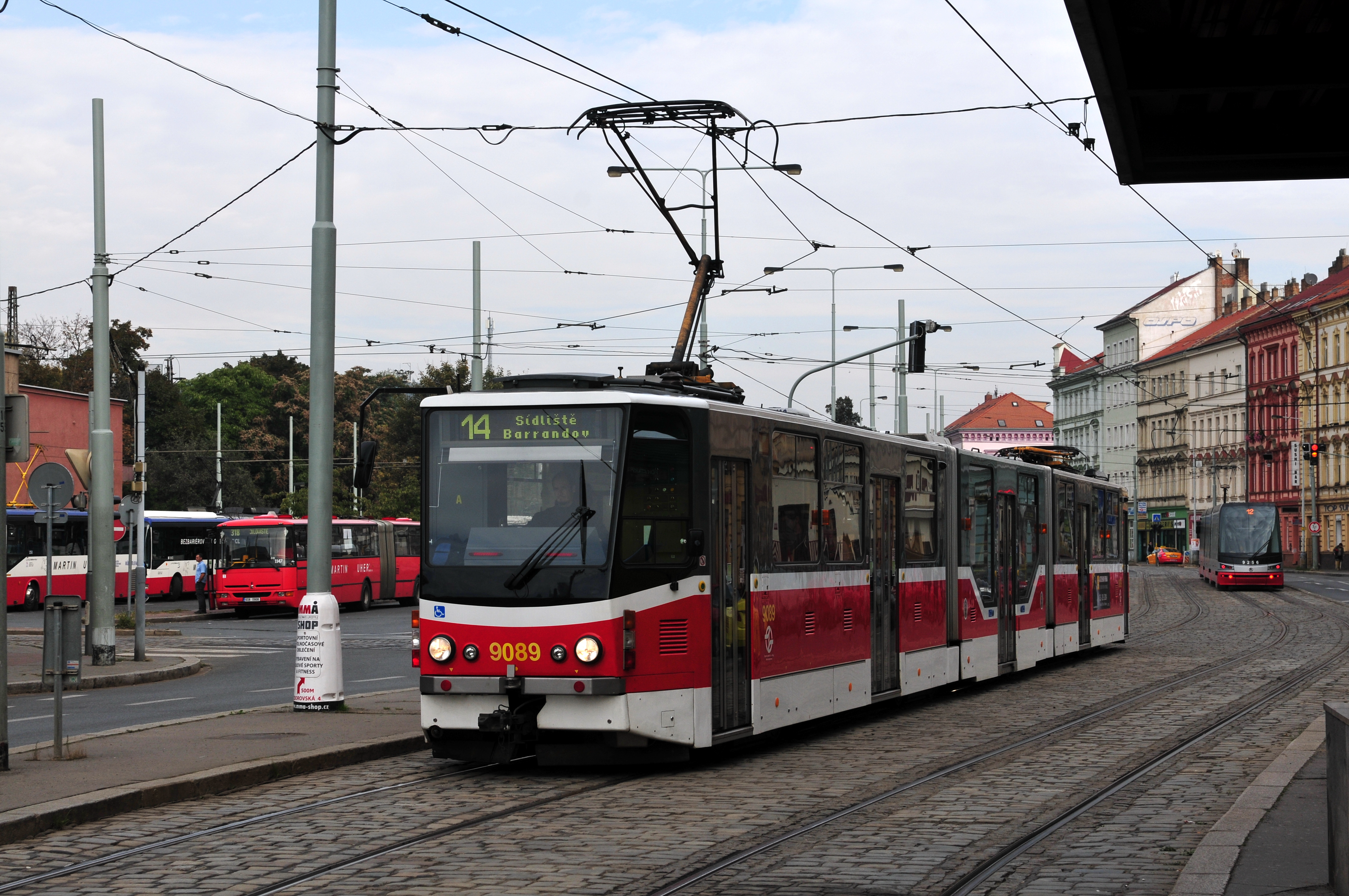
Gelenkzug 9089 mit Niederflurmittelteil (2014)

Im Rahmen einer grundlegenden Modernisierung wurde in den Jahren 2005 bis 2015 46 der 48 Triebwagen der Baureihe KT8D5 umgebaut. Es wurde ein neu gefertigtes Mittelteil mit einem niederflurigen Einstieg eingebaut, die Drehgestelle verkleidet sowie eine umfassende Rostsanierung der Wagenkästen durchgeführt. Es erfolgte eine Neulackierung in den angestammten Farben aus rotem Wagenkasten, grauem Fensterband und weißen Zierlinien. Als auffälliges Merkmal verschwanden außerdem die Linienwürfel auf dem Dach. Die umgebauten Wagen tragen die Typenbezeichnung KT8D5.RN2P, die neue Fahrzeugnummer ist um 50 größer als die ursprüngliche. Gelegentlich wird die Kurzbezeichnung KT8D5N anstatt KT8D5.RN2P verwendet.
Am auffälligsten ist der Niederflurbereich mit einer Bodenhöhe von 350 mm über Schienenoberkante. Von dort führen vor dem jeweiligen Gelenk je drei Stufen zu den Endteilen. Dort blieb die bisherige Höhe von 900 mm erhalten. Neu ist auch die elektrische Ausrüstung vom Typ TV Progress der Firma Cegelec. Diese Steuerung hat sich auch bei der Baureihe T3R.P bewährt und ermöglicht die Nutzbremsung. Der Prototyp der Prager Version nahm am 1. April 2005 den Betrieb auf.
Da weiterhin ein Mangel an Zweirichtungsfahrzeugen besteht und die finanzielle Ausstattung der Verkehrsbetriebe Prag nicht sehr gut ist, greift man gerne auf gebrauchte KT8D5 zurück, welche dann ebenfalls zu KT8D5.RN2P umgebaut werden. So wurden 2014 zwei Wagen aus Strausberg erworben, welche in Prag nach erfolgtem Umbau die Fahrzeugnummern 9056 und 9098 erhielten. Der Triebwagen 9006 wurde 1995 nach einem Unfall ausgemustert, Triebwagen 9048 als letztgebauter Prager KT8D5 wurde in den Ablieferungszustand versetzt, erhielt eine rote Wagenkastenlackierung mit cremefarbenem Fensterband und cremefarbener Schürze entsprechend der CKD-Werkslackierung. Er ist dem historischen Bestand zugeordnet. Die entstandenen Lücken wurden durch Gebrauchtfahrzeuge neu besetzt. 9056 (ex Strausberg Tw 23 anstatt Prag 9006 und 9098 ex Strausberg 21 anstatt Prag 9048).
Im Laufe des Jahres 2016 wurden insgesamt 7 Fahrzeuge von der Straßenbahn Miskolc erworben. Weitere 8 Triebzüge kamen ab Mai 2019 ebenfalls aus Miskolc nach Prag. Dort sollen sie zum KT8D5.RN2P mit niederflurigem Mittelteil umgebaut werden. Im September 2022 befanden sich mit den Triebwagen 9105 (ex Miskolc 211, ex Most 320); 9106 (ex Miskolc 214, ex Most 319); 9107 (ex Miskolc 215, ex Most 321) und 9108 (ex Miskolc 210, ex Most 315) weitere 4 Fahrzeuge im Umbau. Tw 9104 wurde lt. einer privaten Webseite am 22. August 2022 in Betrieb genommen. Die Tw 9105-9108 befanden sich in verschiedenen Stadien der Umbauarbeiten. Als Arbeitsvorrat weiterhin abgestellt sind die ehemaligen Miskolcer Triebwagen 201; 206; 207; 213 und 216.

#### Tatra T6A5

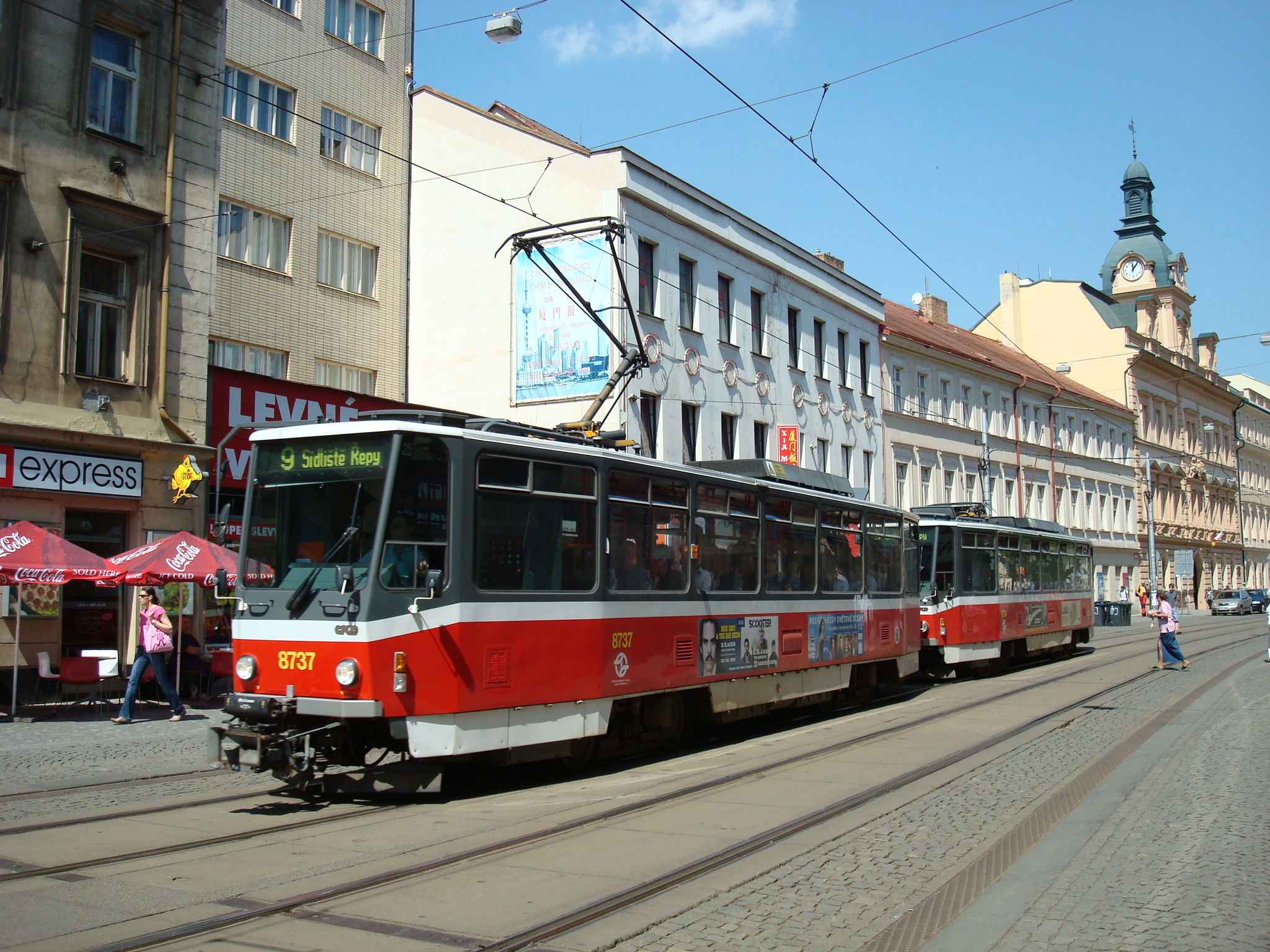
Tatra T6A5

In den Jahren 1995 bis 1997 erhielten die Prager Verkehrsbetriebe 150 Triebwagen des Typs T6A5, welche die Nummern 8601–8750 erhielten. Es handelte sich dabei wie bei den T3 um vierachsige Drehgestellwagen, die entweder einzeln oder in Doppeltraktion zum Einsatz kommen. Eine Besonderheit ist die vollautomatische GFT-Kupplung mit Leitungskupplungsaufsatz, wie sie auch bei Schweizer Trambetrieben anzutreffen ist. Die GF-Kupplungen sind jedoch bei den meisten Wagen nur an einem Wagenende eingebaut.
Die Fahrzeuge der ersten Liefertranche wurde mit einer 1+1-Sitzplatzreihung geliefert. Anschließend ging man zur 2+1-Reihung über.
Mit fortschreitender Lieferung der Gelenkwagen 14 T und 15 T von Škoda werden die Tatra T6A5 zunehmend entbehrlich:
- Schon 2015 waren sechs Wagen im Paket verkauft worden.
- 2016 wurden zwanzig T6A5 an die Straßenbahn Sofia abgegeben.
- Der Vorstand der Verkehrsgesellschaft der Hauptstadt Prag genehmigte im Frühjahr 2017 den Verkauf von weiteren zehn Triebwagen des Typs T6A5. Sie werden wieder nach Sofia gehen.
- Auch nach Charkiw und Bratislava wurden T6A5-Fahrzeuge abgegeben.
- Kiew erhielt ca. sechs Fahrzeuge.
- Brünn erwarb im Sommer 2019 10 Fahrzeuge.
- Ende Mai 2019 waren in Prag nur noch 29 Fahrzeuge dieser Baureihe im Einsatz.[35]

Der Einsatz der T6A5 endete im Laufe des Jahres 2021.

#### Škoda 14 T

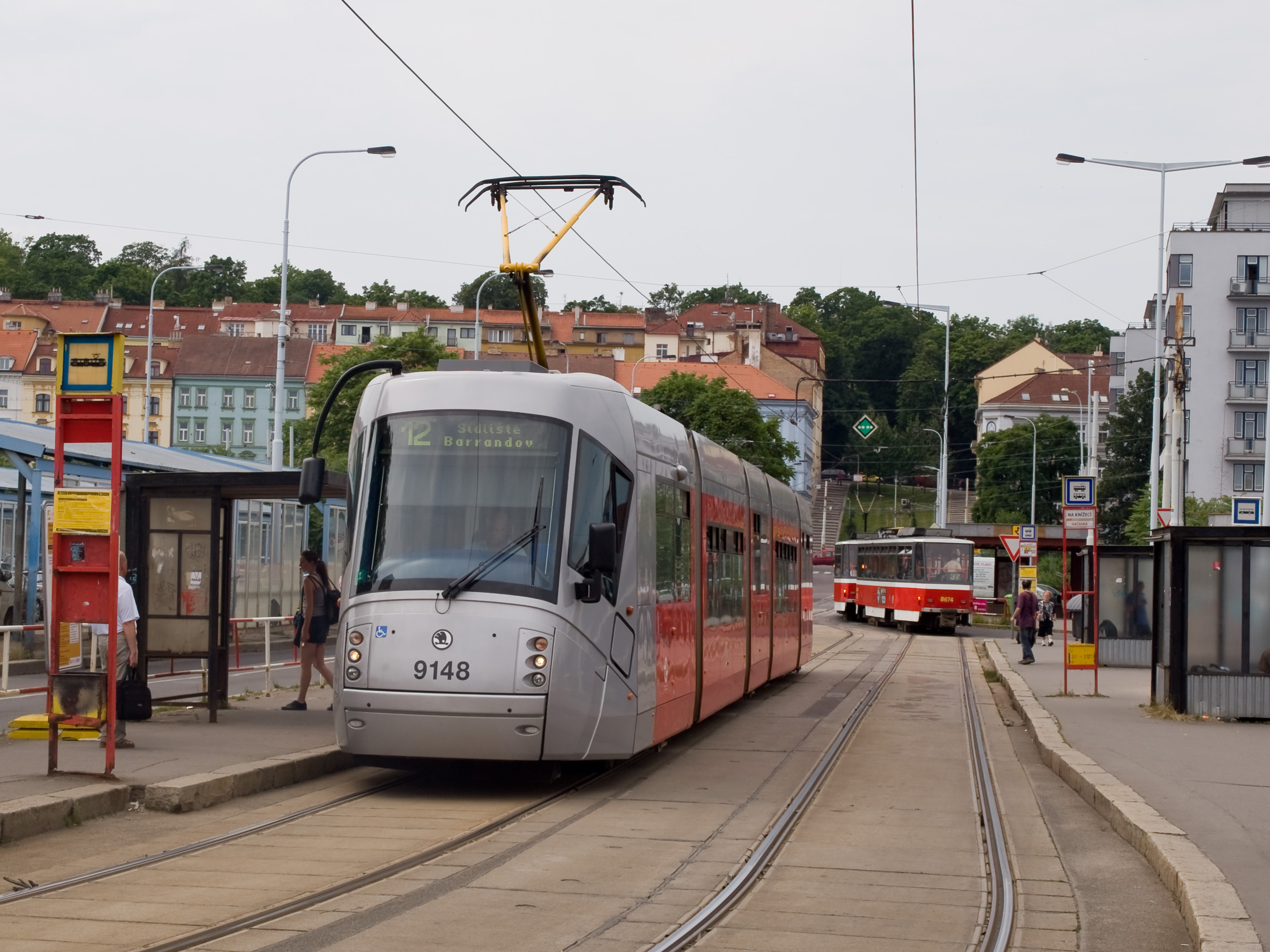
Fahrzeug 9148 vor der Modernisierung

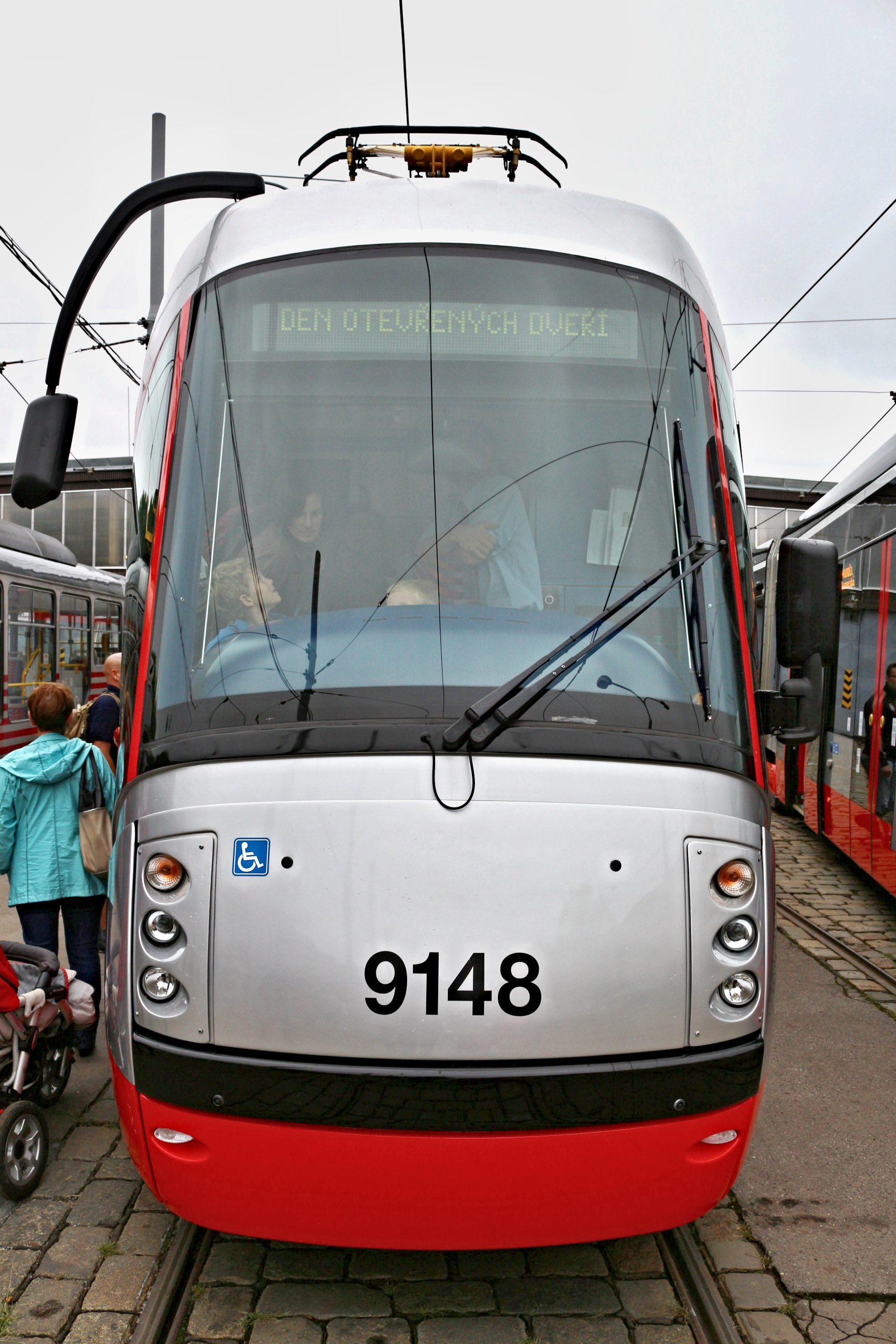
Modernisiertes Fahrzeug 9148 mit Farbänderung

Die Škoda 14 T sind (teilweise) niederflurige sechsachsige Multigelenkwagen in Einrichtungsbauart. Sie werden in Prag seit 2006 im Linienbetrieb eingesetzt. Hersteller ist die Škoda Transportation aus Pilsen. Das Design entwarf die Firma Porsche Design. Die fünfteiligen Garnituren haben einen Gesamtlänge von 30 m, bieten Platz für 269 Fahrgäste und sind für eine Höchstgeschwindigkeit von 60 km/h zugelassen. Es befinden sich 60 Wagen mit den Nummern 9111 bis 9170 im Einsatz.
Der Wagen 9165, der in einen schweren Auffahrunfall verwickelt war, ist seit 2012 abgestellt. Inzwischen mussten nach Unfällen zwei weitere Einheiten außer Betrieb genommen werden.
Nachdem bei sechs 14 T an den Drehgestellkonsolen Risse festgestellt worden sind, wurden alle 59 Einheiten am 6. August 2014 vorerst vorsorglich abgestellt. Ein Fahrzeug dieses Typs wurde daraufhin ausgemustert und zerlegt. Es wurde sogar ein Verkauf der beschädigten Fahrzeuge in Erwägung gezogen. Schließlich entschloss man sich, die Zahlungen der Versicherung, welche Schäden durch Unfälle zwischen Straßenbahnfahrzeugen und auch Materialmängel abdeckt, für die Renovierung der Fahrzeuge zu verwenden. Einzelne Wagen kamen im Januar 2015 wieder zum Einsatz, die restlichen wurden nach und nach beim Hersteller in Pilsen aufgearbeitet.
Im April 2016 wurde der modernisierte Triebwagen 9148 vorgestellt. Im ersten, dritten und fünften Element wurden die Sitze quer zu Fahrtrichtung angeordnet – um den Fahrgastwechsel zu beschleunigen – und gleichzeitig alle Sitze erneuert. Die neuen Sitze orientieren sich an denen der T3. Die farbliche Gestaltung wurden ebenfalls geändert und anstatt einer Lackierung ist das Fahrzeug mit Folien beklebt worden. Weitere, in gleicher Weise modernisierte Einheiten, gingen ab Februar 2018 in Betrieb. Im Jahr 2020 soll die Modernisierungskampagne abgeschlossen werden.
Aufgrund des starken Verschleißes, der durch die fehlenden Drehgestelle bedingt ist, sollen die Straßenbahnen dieses Typs perspektivisch trotz ihres geringen Alters und der Niederflur-Konstruktion vorzeitig ausgemustert werden. 2021 wurde ein Verkauf an die Moskauer U-Bahn erwogen. Dort hätten die Wagen auf Hochflurbetrieb umgebaut und mit Stufen zur Spaltüberbrückung versehen werden und anschließend veraltete U-Bahn-Züge ersetzen sollen. Der Einmarsch Russlands in die Ukraine erzwang allerdings, diese Pläne auf unbestimmte Zeit zu verschieben.

#### Škoda 15 T

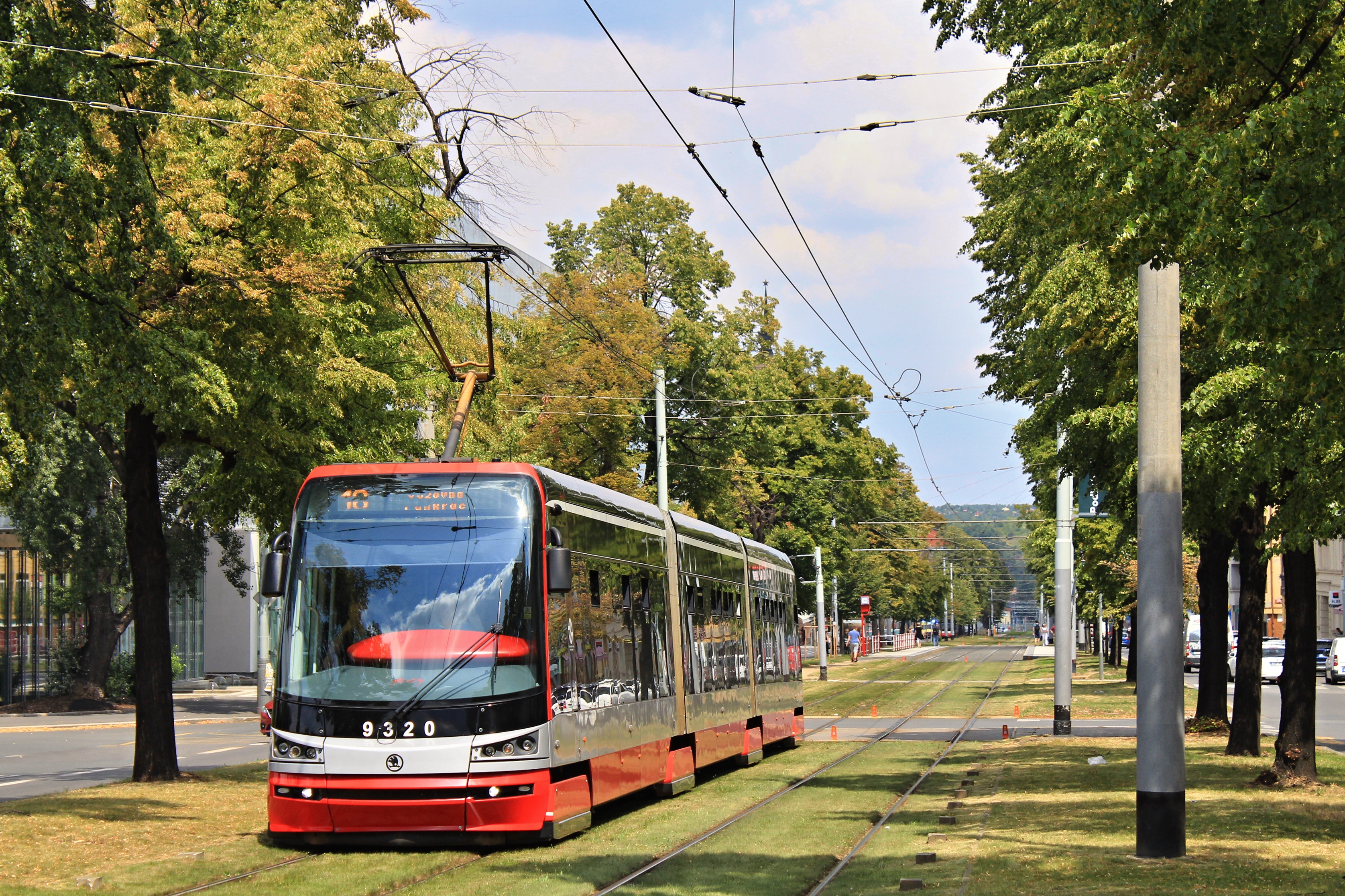
Škoda 15T in Dejvice

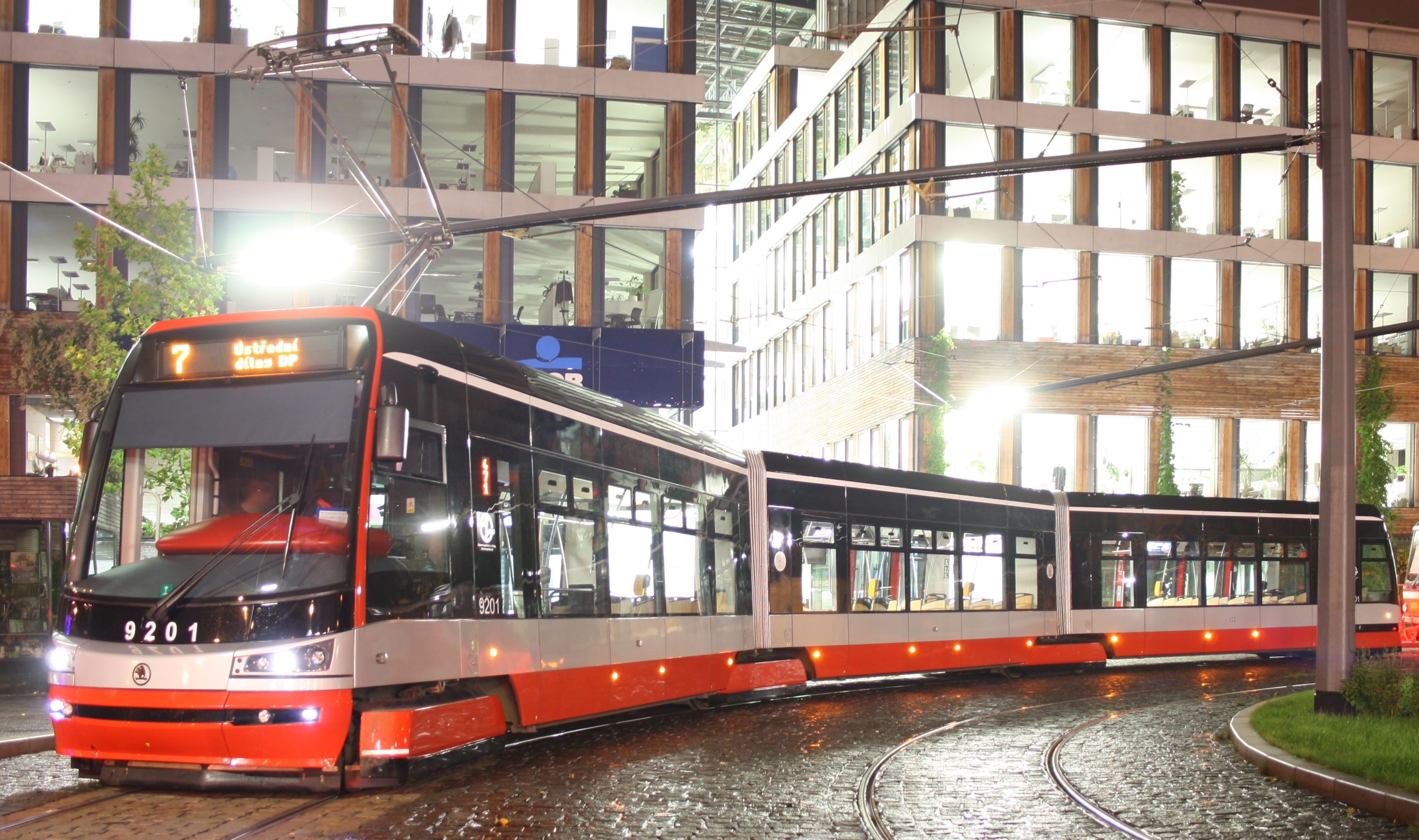
Škoda 15T-Niederflurgelenkwagen (erste Serie)

Der neueste Fahrzeugtyp der Prager Straßenbahn ist der dreiteilige vollständig niederflurige Škoda 15T ForCity Alfa. Die Lieferung begann im Jahre 2009 mit der Nummer 9200. Seit Oktober 2010 verkehren Wagen vom Typ 15T im Fahrgastbetrieb. Bemerkenswert ist, dass der Prager Verkehrsbetrieb bei diesen Wagen pflegeleichte Holzsitze eingeführt hat. Die Wagen der seit August 2015 gelieferten zweiten Serie, auch als Škoda 15T4 bezeichnet, erhalten Klimaanlagen und kostenloses Internet (WiFi). Weitere Erkennungsmerkmale sind die gelb lackierte Front sowie Sitze aus Kunststoff statt aus Holz. Die teilweise neu gestaltete Front besteht aus weniger Einzelteilen, um diese bei Unfällen einfacher austauschen zu können. Sie sollen vor allem auf den wichtigeren Linien zum Einsatz kommen. Škoda lieferte insgesamt 250 Einheiten, 125 der ersten Serie und 125 der zweiten. Der letzte Wagen wurde im Februar 2019 ausgeliefert. Er trägt die Fahrzeugnummer 9450.
Die Fahrzeuge dieser Baureihe lösen ältere Straßenbahnwagen der Typen Tatra T3 und T6 ab.
Noch während der Lieferung der zweiten Serie entschloss man sich, den Fahrgastraum dieser Fahrzeuge mit einer Klimaanlage auszurüsten. Im Sommer 2018 wurde dann nachträglich auch die Klimatisierung der Fahrzeuge der ersten Serie beschlossen.

#### Die Fahrzeuge der NostalgielinieLinka 23
Auf der seit Ende März 2017 eingerichteten Linie 23, welche auch als nová nostalgická linka bezeichnet wird, werden ältere Fahrzeuge eingesetzt:
- 18 T3SUCS-Triebwagen, welche in den Jahren 1985 bis 1989 gebaut wurden. Zum Einsatz kommt auch der Triebwagen 7144, der im Dokumentarfilm aus dem Jahr 2016 Ein Tag mit der Straßenbahn T3 eine wichtige Rolle spielte.
- 5 Triebwagen des Typs T3M. Es handelt sich um umgebaute T3-Triebwagen mit den Baujahren 1976 bis 1979. Sie erhielten in den Jahren 1978, 1979 und 1981 bei weitgehend unverändertem Aussehen eine Thyristorsteuerung.[41]
- 2 Triebwagen des Typs T2 mit den Nummern 6003 und 6004 sollen ab dem ersten Märzwochenende 2020 auf der Linie verkehren.[42]

### Fahrzeugbeschaffungen

#### Škoda 52T
Am 10. Januar 2024 wurde die Beschaffung von zunächst 40 Gelenkwagen des Typs Škoda ForCity Plus Praha 52T verkündet, wobei eine Option für weitere 160 mit einem Gesamtauftragswert von 16,602 Mrd. Kč besteht. Die Triebwagen sind fünfteilige Einrichtungsfahrzeuge mit einer Länge von 32 Metern, wobei 70 Sitze eingebaut werden. Es sind Multigelenkwagen mit aufgesattelten Endteilen, die sich an den Wagenenden auf je einem Drehgestell abstützen und sollen im Vergleich zu den aktuell eingesetzten Fahrzeugen vom Typ 15T über eine um 16 % höhere Fahrgastkapazität verfügen sowie geringere Instandhaltungskosten ermöglichen. Der erste Wagen wurde im Januar 2025 im Herstellerwerk in Pilsen der Presse präsentiert. Die Auslieferung begann im April 2025. Nachdem erste Probefahrten im Umfang von knapp 20000 km beendet worden waren, startete am 20. Juni 2025 der Testverkehr mit Fahrgästen auf der Linie 12 zwischen Sídliště Barrandov und Lehovec. Die Fahrzeuge sind bisher im erst kürzlich renovierten Straßenbahnhof Hloubětín untergebracht.

## Erinnerungskultur
Im Museum des öffentlichen Personennahverkehrs Prag wird eine umfassende Sammlung zur Geschichte der Straßenbahn Prag geboten.

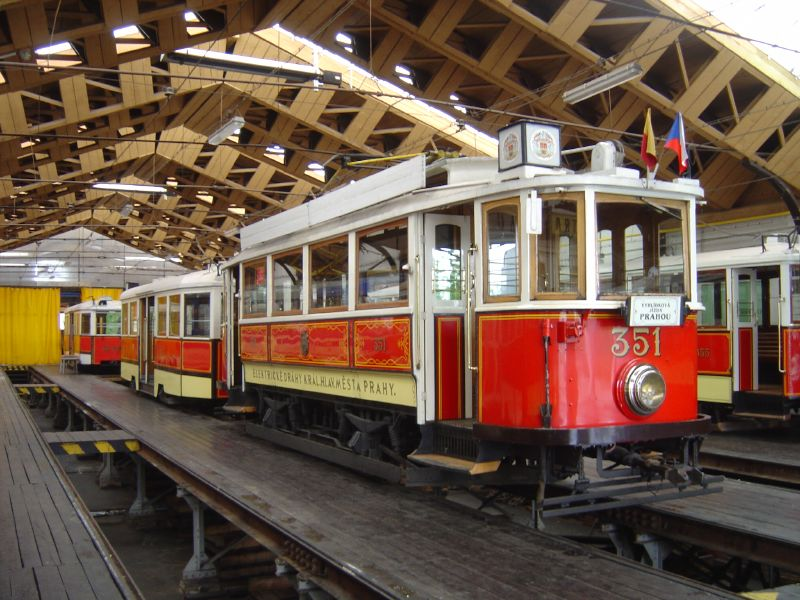
Triebwagen 351
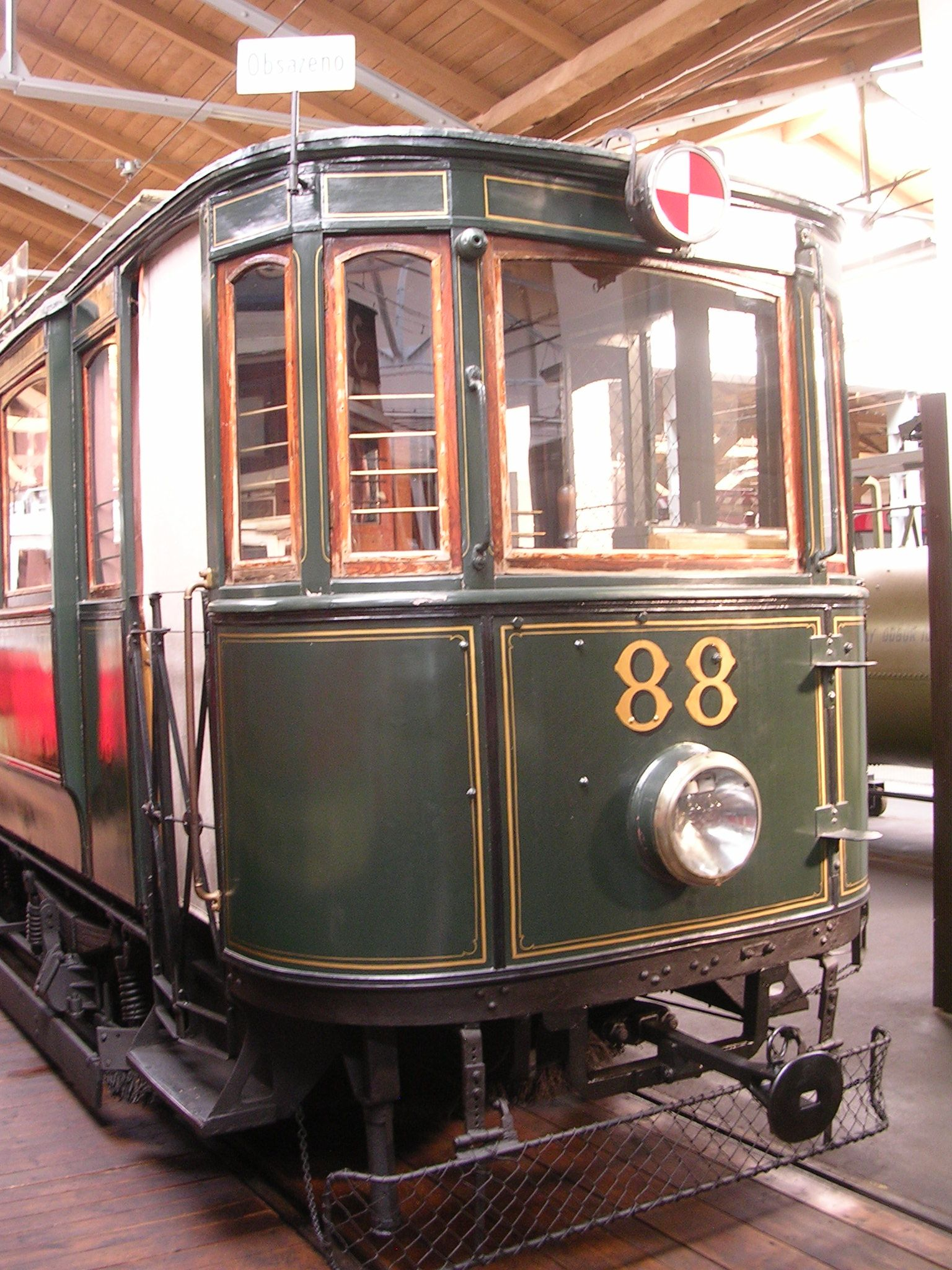
Tw 88
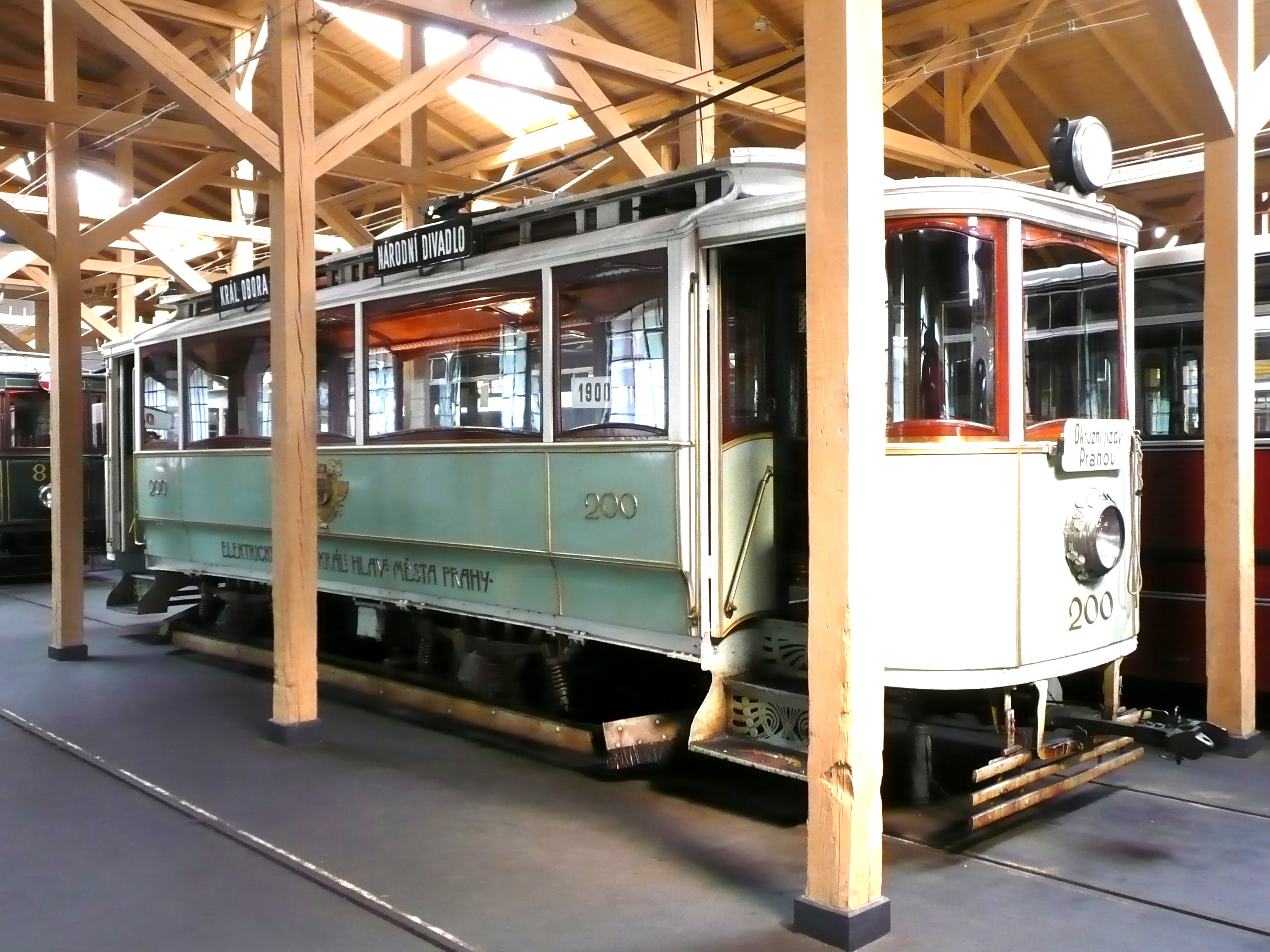
Salontriebwagen 200
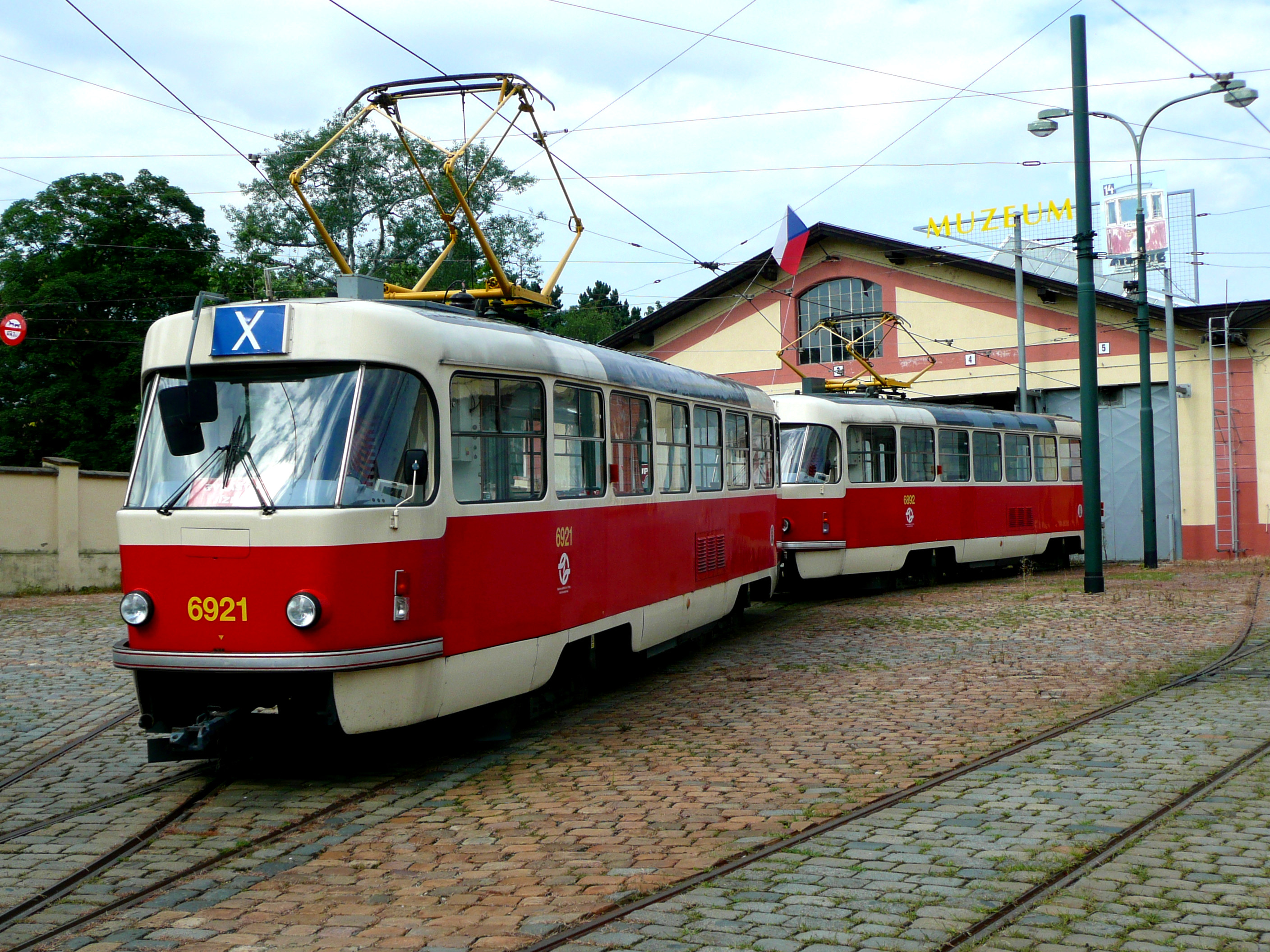
Triebwagen 6921